# Государственный музей искусств Республики Казахстан имени Абылхана Кастеева
Государственный музей искусств Республики Казахстан имени Абылхана Кастеева (каз. Әбілхан Қастеев атындағы Қазақстан Республикасының мемлекеттік өнер музейі) — крупнейший в Казахстане художественный музей и ведущий научно-исследовательский и культурно-просветительский центр в области изобразительного искусства. Расположен в Алма-Ате. Организован в 1976 году.

## История
В 1935 году выставкой под названием «15-летие образования Казахской ССР» была организована Казахская государственная художественная галерея имени Т. Г. Шевченко. Галерея начала проведение работы по сбору произведений казахстанских, а также зарубежных художников. В 1936 году по личному запросу Алиби Джангильдина из Московского Государственного музея изобразительных искусств в галерею было передано около 100 произведений западноевропейских авторов. Вторая волна поступлений из музеев России пришлась на 1950-е годы, в основном из Эрмитажа.
В 1966 году в Дрезденскую картинную галерею был возвращен «Портрет Вильгельмины Шредер - Девриент» немецкого художника Карла Бегаса, вывезенный из Германии в качестве военного трофея после окончания Второй мировой войны.
В 1970 году организован Музей народного прикладного искусства Казахстана, который собирал, хранил, изучал и экспонировал изделия и произведения казахского народного прикладного искусства.
16 сентября 1976 года на базе коллекций Казахской государственной художественной галереи имени Т. Г. Шевченко и Музея прикладного народного искусства Казахстана был создан Государственный музей искусств Казахской ССР. С того же года располагается в современном здании.
В 1984 году Государственному музею искусств Казахской ССР было присвоено имя первого казахского художника Абылхана Кастеева.
После провозглашения независимости Республики Казахстан от СССР многочисленные произведения поступившие в советский период из музеев России не были возвращены назад. По состоянию на 2024 год данные произведения находятся на хранении в фондах и составляют «жемчужину» постоянной экспозиции современного Государственного музея искусств Республики Казахстан имени Абылхана Кастеева.
В 2014 году был открыт дом-музей Кастеева, который административно является частью Государственного музея искусств Республики Казахстан имени Абылхана Кастеева.

## Здание музея

Здание музея.

Здание в стиле советского модернизма было специально построено для музея в 1976 году, на берегу реки Весновка. Авторами проекта выступили архитекторы Э. К. Кузнецова, О. Н. Наумова и Б. М. Новиков, конструкторы З. А. Суханова, М. Л. Кашарский, Б. Цигельман.
Атриум музея отвечает традиционным объёмно-пространственным приёмам казахского национального зодчества, пластически и колористически насыщен скульптурой, цветовыми акцентами живописи, орнаментальными структурами войлоков. Вход, расположенный на боковом фасаде акцентирует козырёк, который опирается на квадратные в плане, мраморные столбы. Особую выразительность придаёт четырёхгранная стеклянная пирамида кровли, через которую освещается центральное ядро здания, а также верхние обходные галереи двухуровнего зала «Периодики». Пирамидальные объёмы «фонарей» освещают помещения третьего этажа. В центре расположен внутренний дворик с деревьями, цветниками и декоративными бассейнами.
4 апреля 1979 года принято решение исполнительного комитета Алма-Атинского городского Совета народных депутатов № 139 «Об утверждении списка памятников истории и культуры города Алма-Аты», в котором было указано здание музея. Решением предусматривалось оформить охранное обязательство и разработать проекты реставрации памятников.
26 января 1982 года здание включили в список памятников истории и культуры республиканского значения Казахской ССР.

### Памятник Абылхану Кастееву

Памятник Абылхану Кастееву.

В 2004 году был установлен памятник Абылхану Кастееву в год столетия художника перед зданием Государственного музея искусств Республики Казахстан имени Абылхана Кастеева. Скульптором памятника стал Нурлан Далбаев.
Фигура сидящего художника с палитрой и кистью в руках отлита в бронзе. Композиция представлена на постаменте из красно-коричневого мрамора. В пластическом решении образа подчеркнута простота и ясность, доброта и мудрость, чем всегда привлекал к себе мастер. Эту доверительную интонацию автор композиции усиливает картинной рамой и драпировкой — неизменных атрибутов мастерской живописца.
Памятник был установлен с левой стороны от входа в Государственный музей искусств Республики Казахстан имени Абылхана Кастеева и фонтанов, ближе к улице Сатпаева. Памятник смотрит на бульвар имени Мусрепова.
10 ноября 2010 года утверждён новый Государственный список памятников истории и культуры местного значения города Алма-Аты, одновременно, с которым все предыдущие решения по этому поводу были признаны утратившими силу. В этом Постановлении был сохранён статус памятника местного значения монументу Абылхана Кастеева. Границы охранных зон были утверждены в 2014 году.

## Музейный фонд
По состоянию на 2024 год основной фонд музея состоит из более 25 000 предметов.

### Зарубежное искусство
Коллекция зарубежного искусства является крупнейшей в Центральной Азии и включает порядка 7500 единиц хранения художественных произведений из России, Италии, Франции, Голландии, Фландрии, Германии, Англии, Армении, Украины, Молдавии, Беларуси, а также предметы декоративно-прикладного искусства и графики Индии, Китая, Кореи и Японии.

#### Живопись и графика

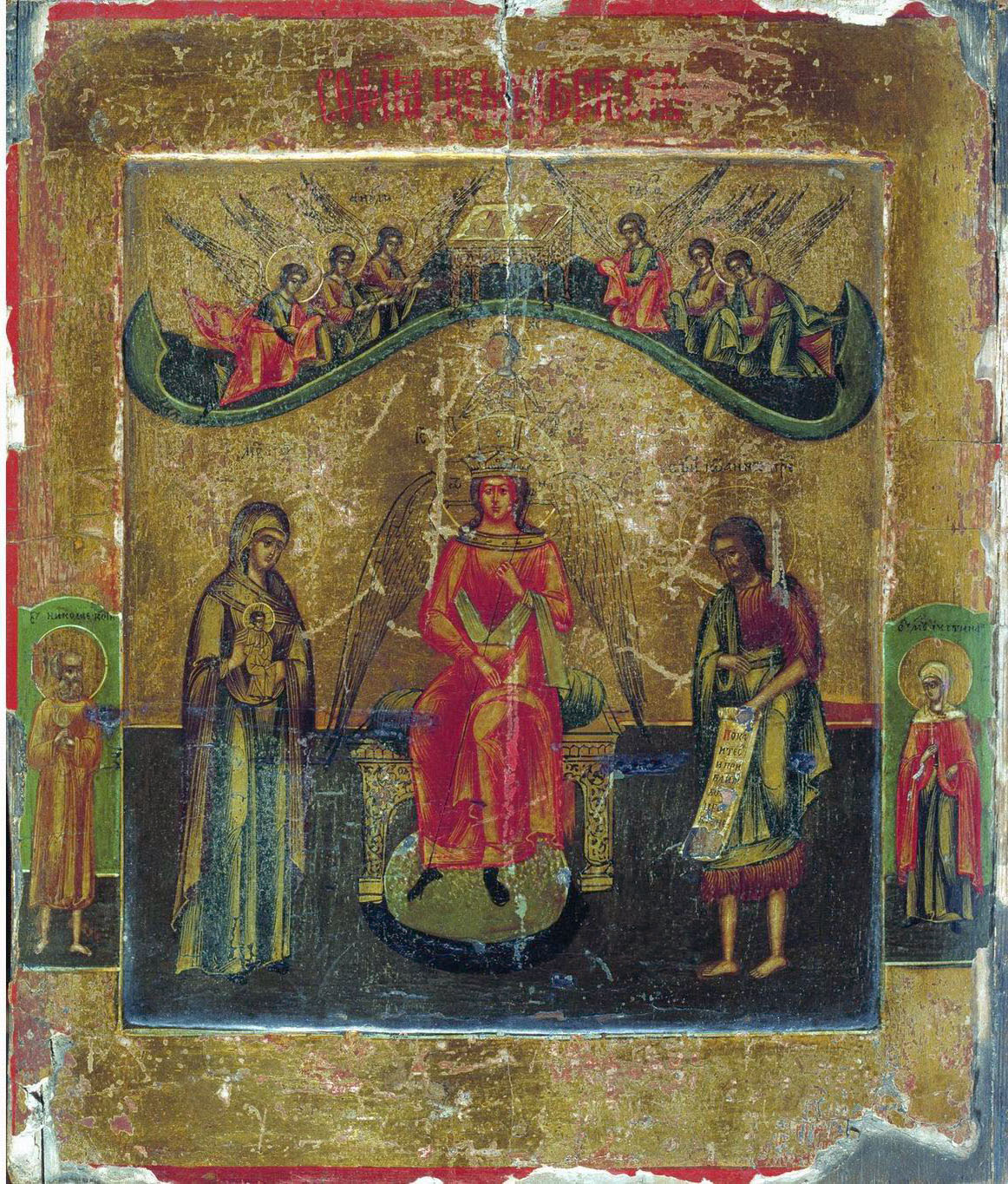
Русская христианская православная икона «София Премудрость Божия». Россия, конец XIX – начало XX в.

Коллекция искусства России XVIII—XX веков включает русские православные иконы, произведения И. К. Айвазовского, Л. С. Бакста, В. Э. Борисова-Мусатова, В. Л. Боровиковского, И. И. Бродского, Ф. А. Бронникова, В. В. Верещагина, А. А. Дейнеки, Н. В. Досекина, О. А. Кипренского, Ю. Ю. Клевера, П. П. Кончаловского, П. Д. Корина, К. А. Коровина, И. Н. Крамского, Б. М. Кустодиева, Л. Ф. Лагорио, К. В. Лебедева, И. И. Левитана, Д. Г. Левицкого, А. В. Лентулова, К. Е. Маковского, В. М. Максимова, Н. В. Неврева, М. В. Нестерова, Н. Ф. Новикова, К. С. Павлова, А. Б. Парыгина, К. С. Петрова-Водкина, А. А. Пластова, И. Е. Репина, О. В. Розановой, Ф. С. Рокотова, А. К. Саврасова, В. А. Тропинина, И. И. Шишкина, К. Ф. Юона и других.
Имеется картина армянско-российского художника-передвижника Вардгеса Суренянца «Покинутая», посвященная происходившим событиям геноцида армян в Османской империи, произведения Себастьяна Бурдона, Шарля-Франсуа Добиньи, Гаспара Дюге, Альбрехта Дюрера, Камиля Коро, Франса Пурбуса Младшего, Мартироса Сарьяна, Франса Халса, Мартина Шонгауэра, украинской художницы Татьяны Ниловны Яблонской.

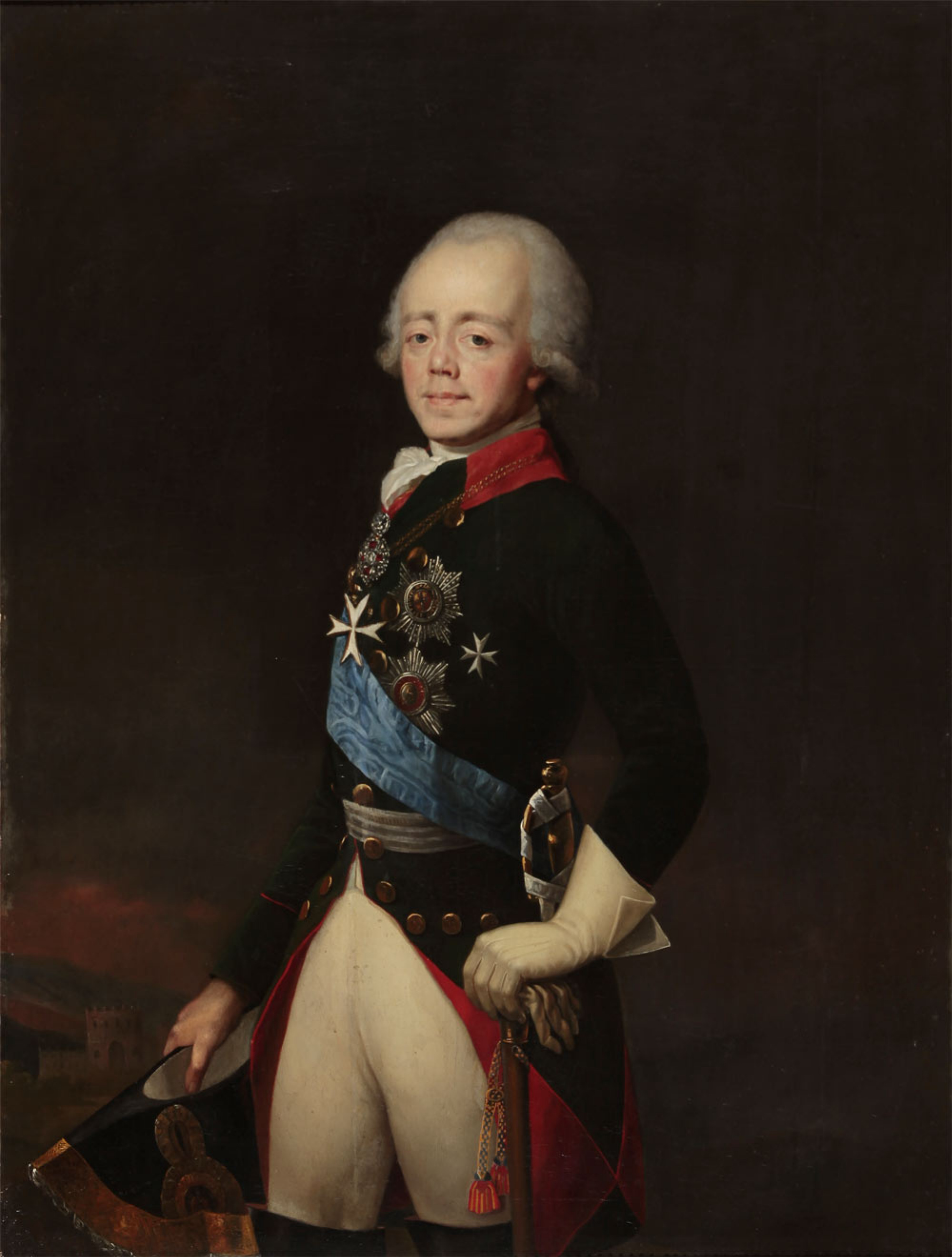
Неизвестный художник. «Портрет императора Павла I». Россия, 1798-1801 гг.
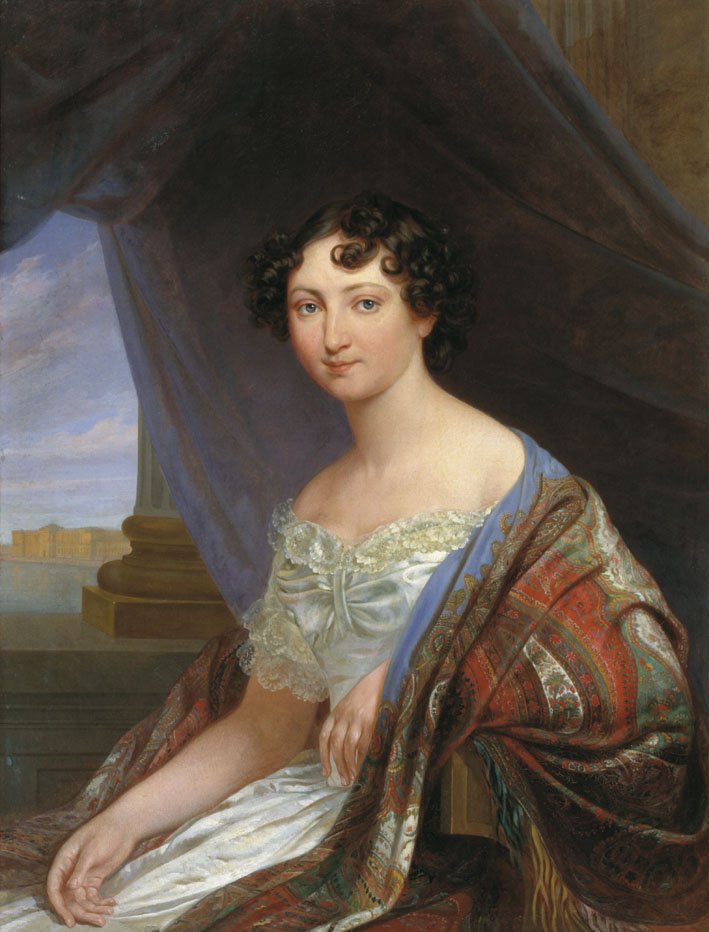
Пимен Орлов или Филипп Будкин. «Портрет великой княгини Анны Павловны». Россия, 1846 г.
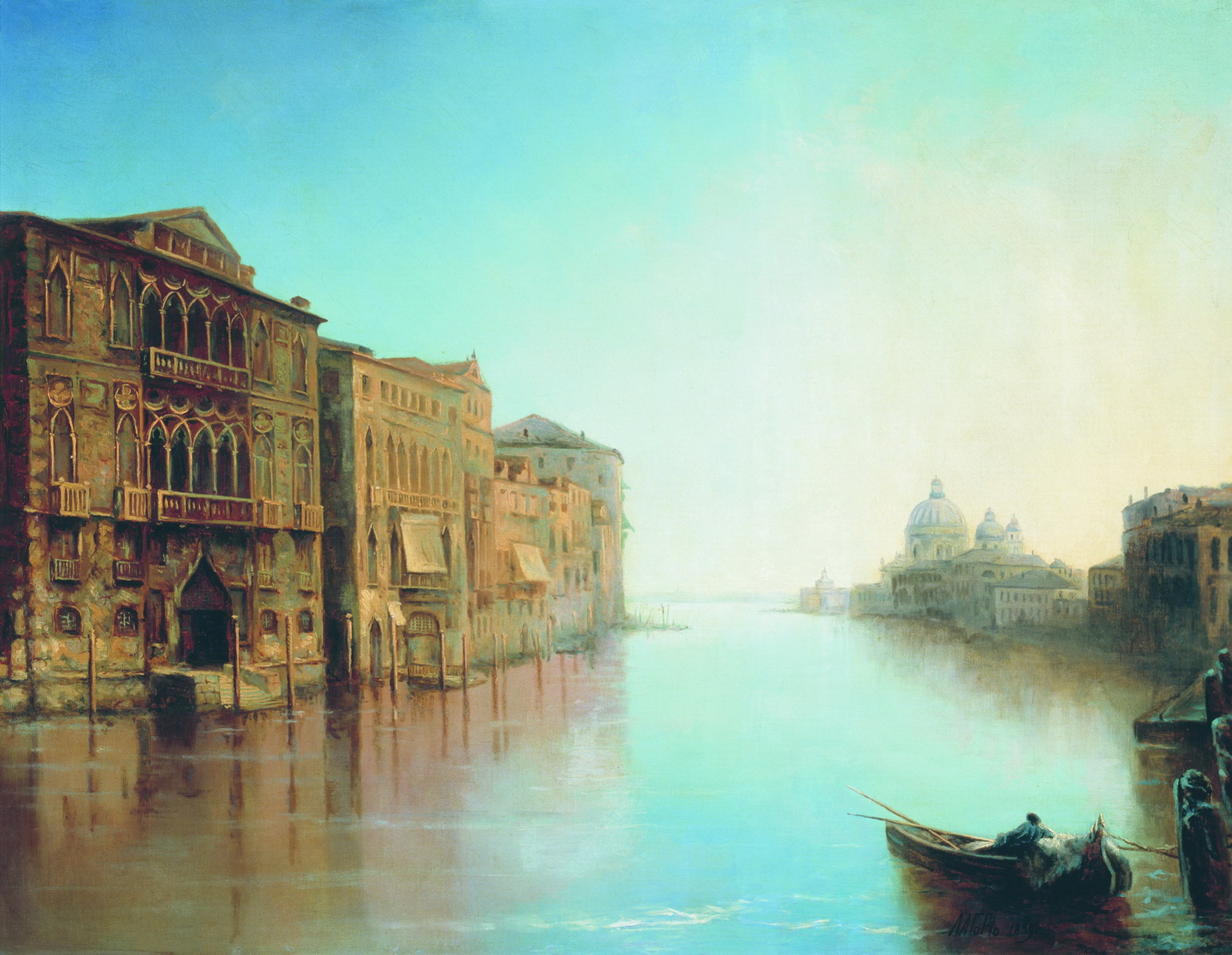
Лев Лагорио. «Венеция». Италия, Венеция, 1859 г.
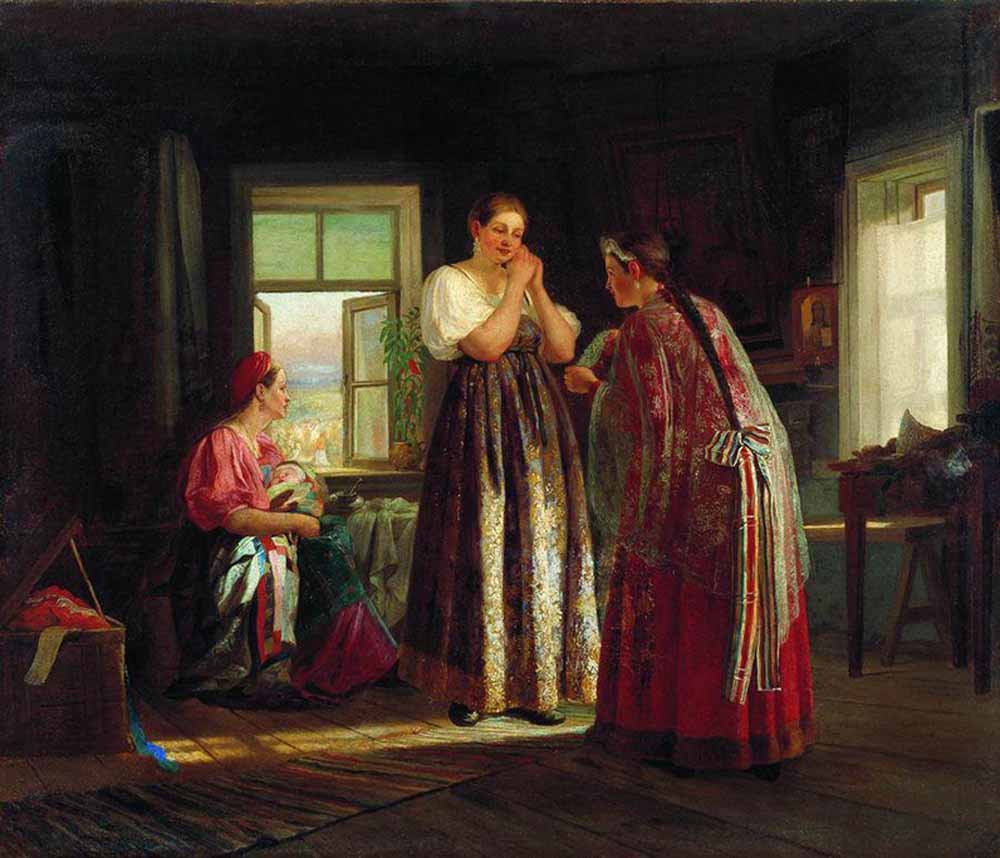
Василий Максимов. «Сборы-на-гулянье». Россия, 1869 г.
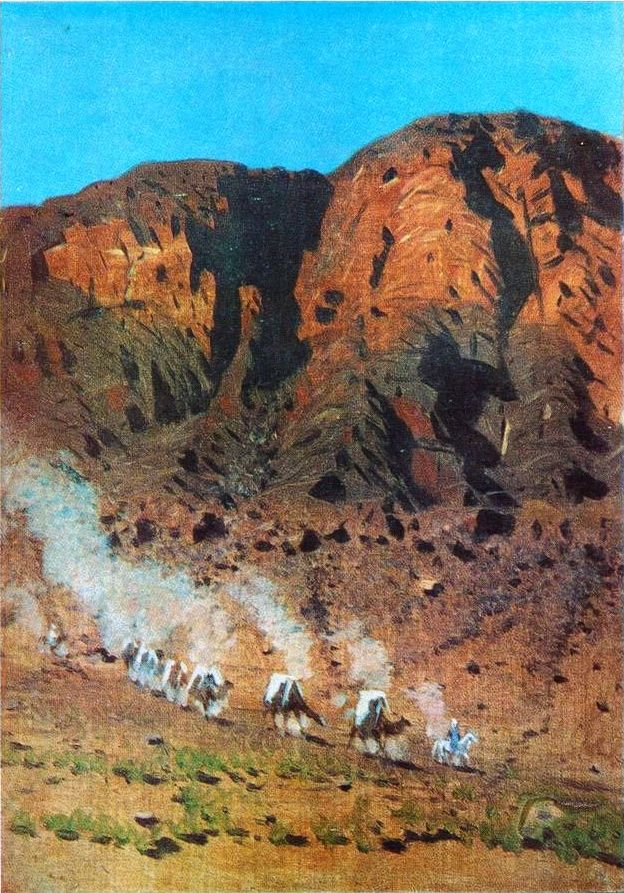
Василий Верещагин. «Горы, окружающие Лепсинскую станицу». Российская империя, Туркестанское генерал-губернаторство, Семиреченская область, 1869-1870 гг.
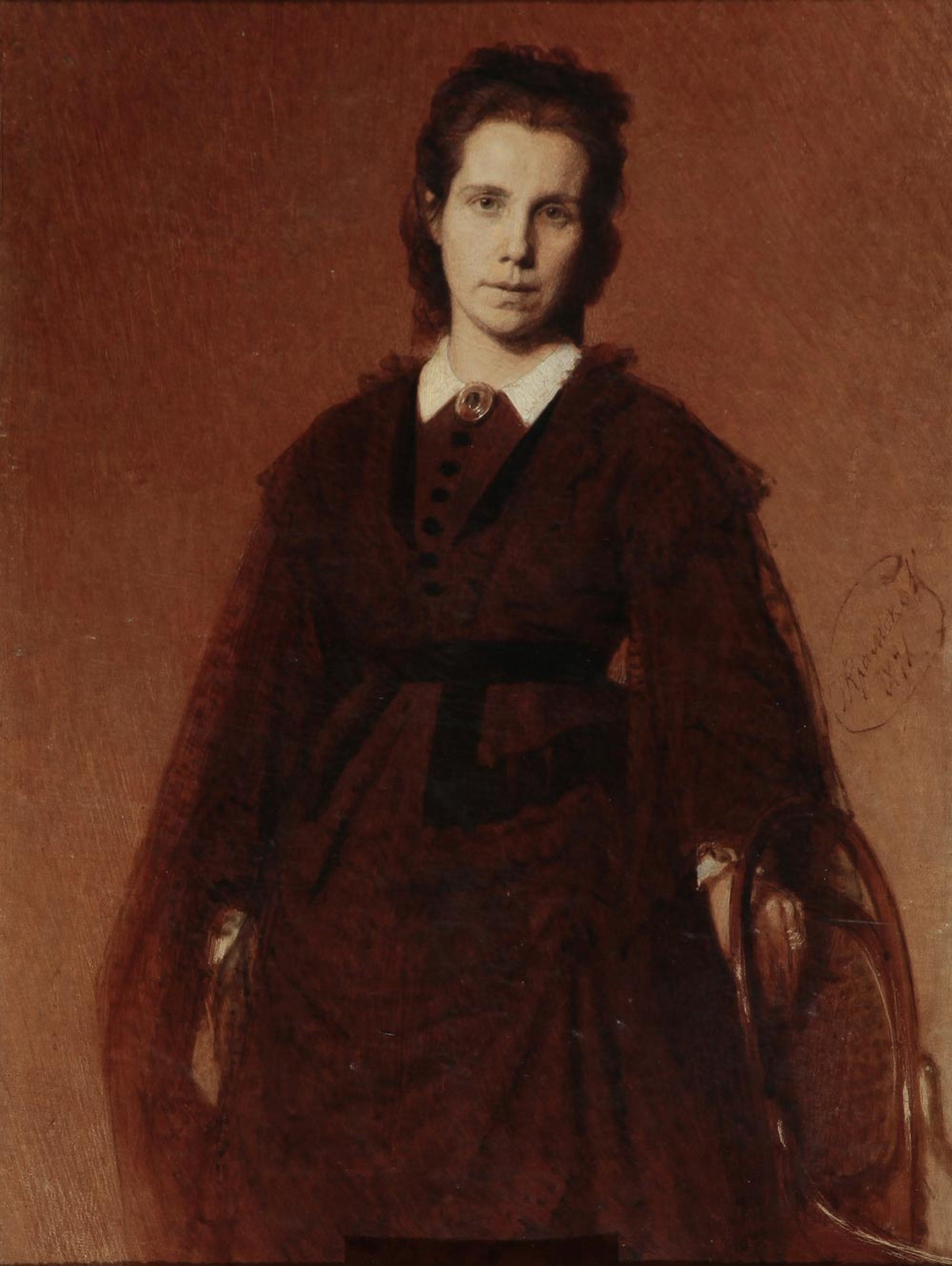
Иван Крамской. «Портрет Софьи Николаевны Крамской». Россия, Санкт-Петербург, 1871 г.
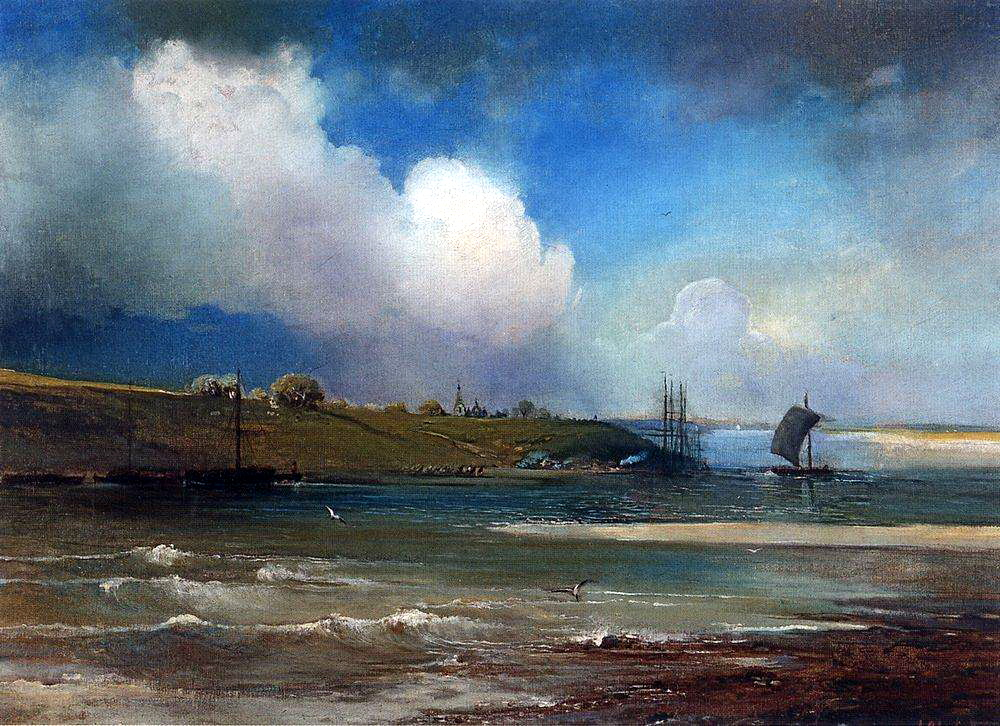
Алексей Саврасов. «Вид Волги под Юрьевцем». Россия, Костромская губерния, 1870-е гг.
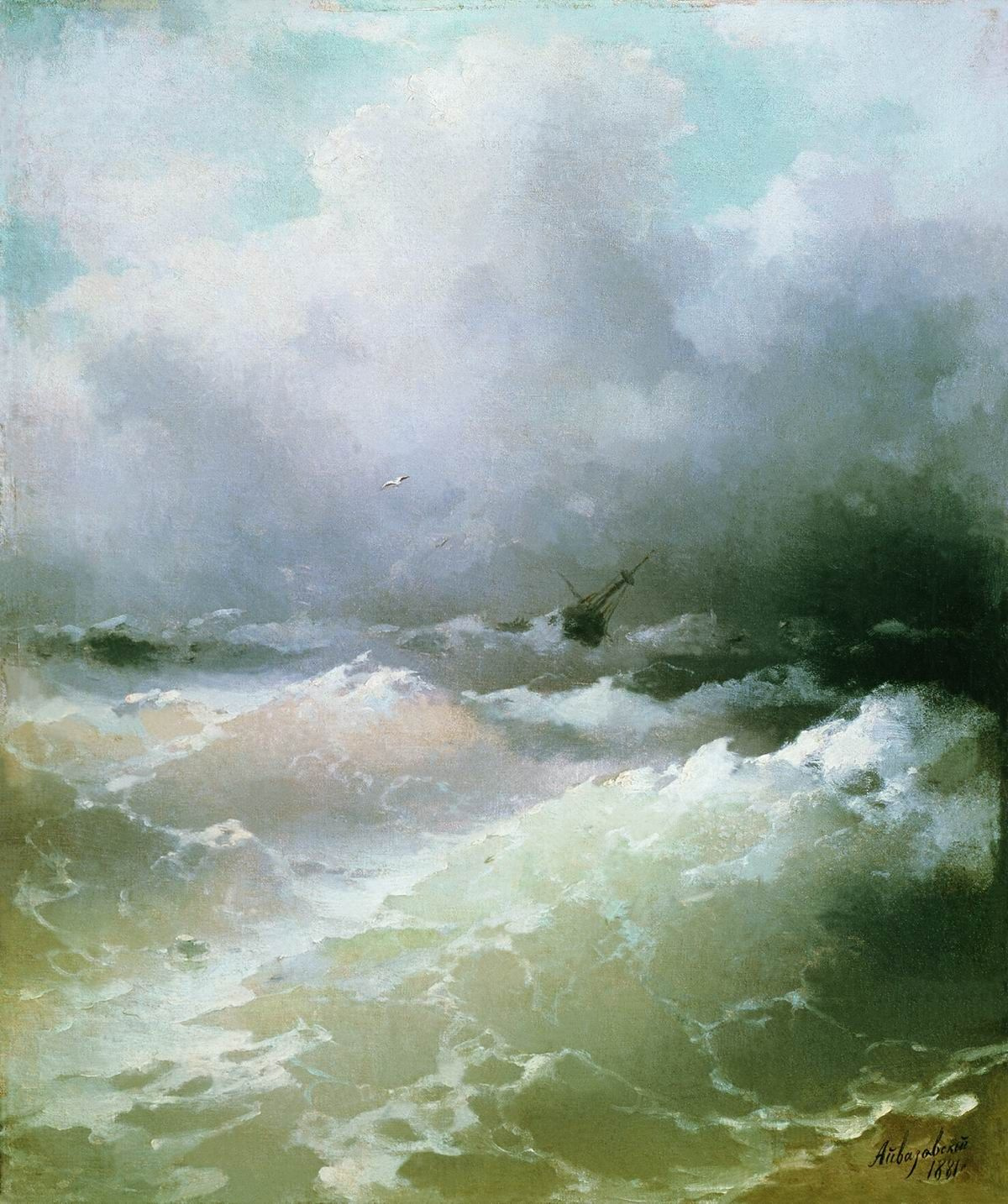
Иван Айвазовский. «Бурное море». Российская империя, Таврическая губерния, Феодосия, 1881 г.
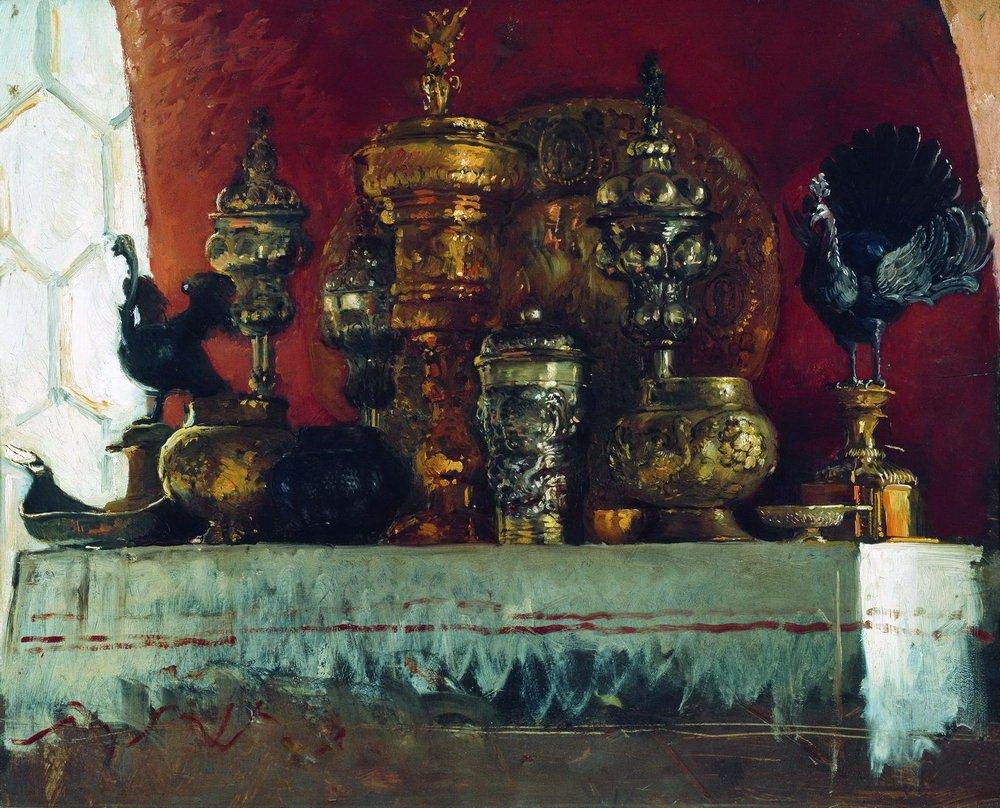
Константин Маковский. «Кубки», эскиз к картине «Боярский свадебный пир в XVII веке». Россия, Санкт-Петербург, 1883 г.
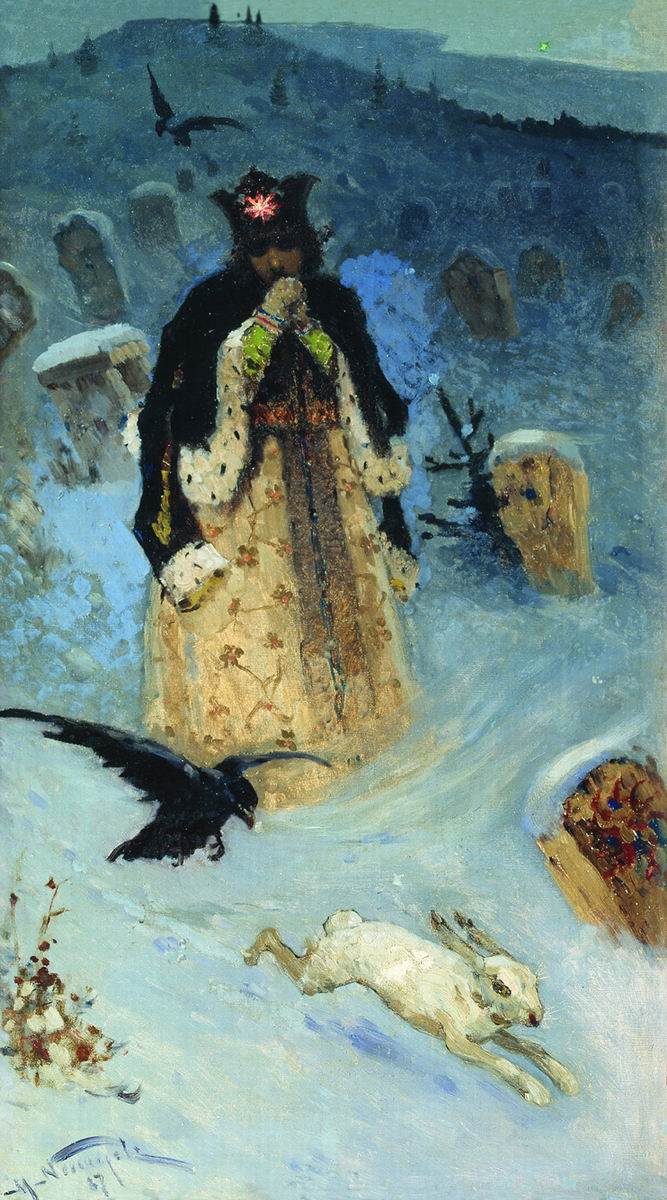
Михаил Нестеров. «Царевна». Россия, Москва, 1887 г.
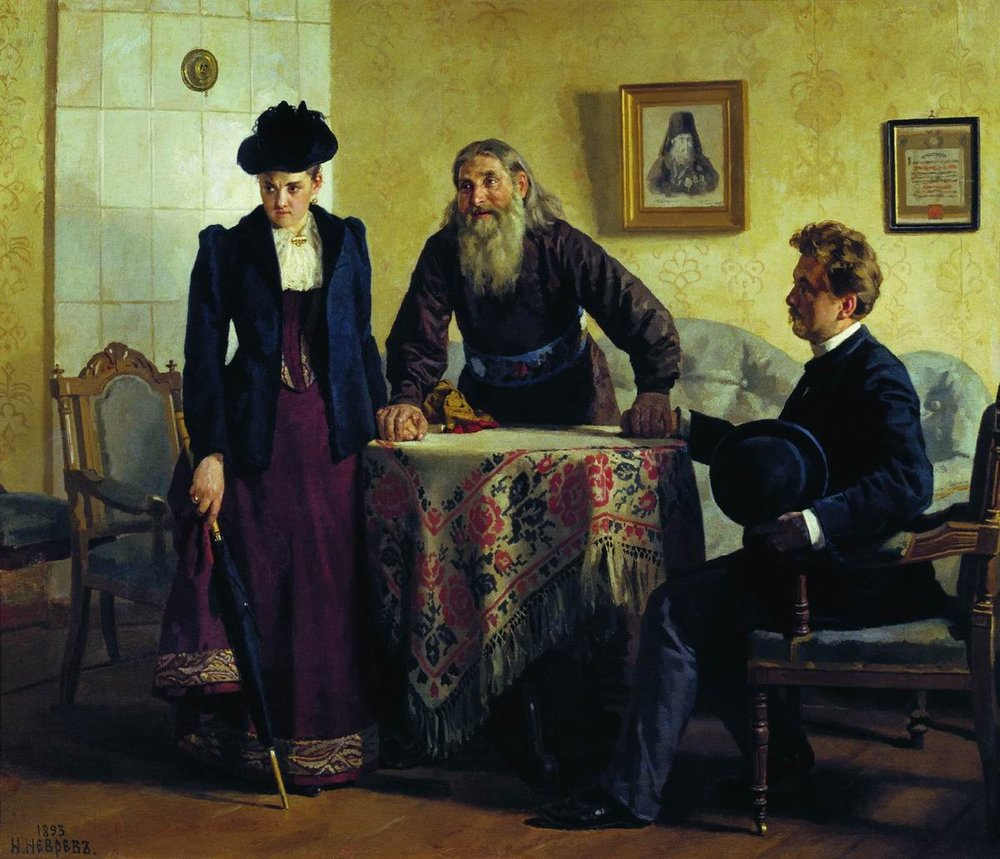
Николай Неврев. «Увещевание». Россия, 1893 г.
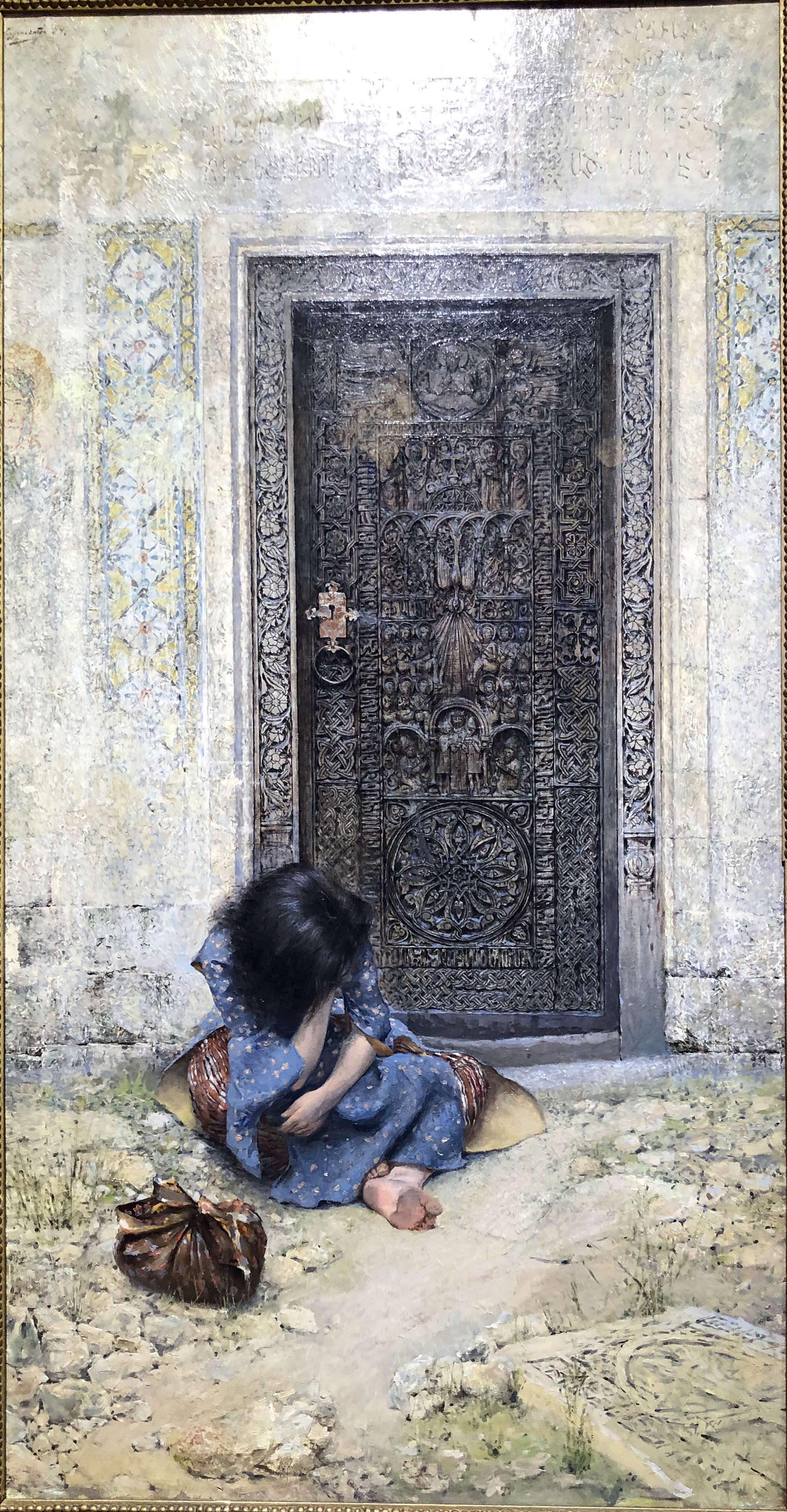
Вардгес Суренянц. «Покинутая». Россия, 1894 г.
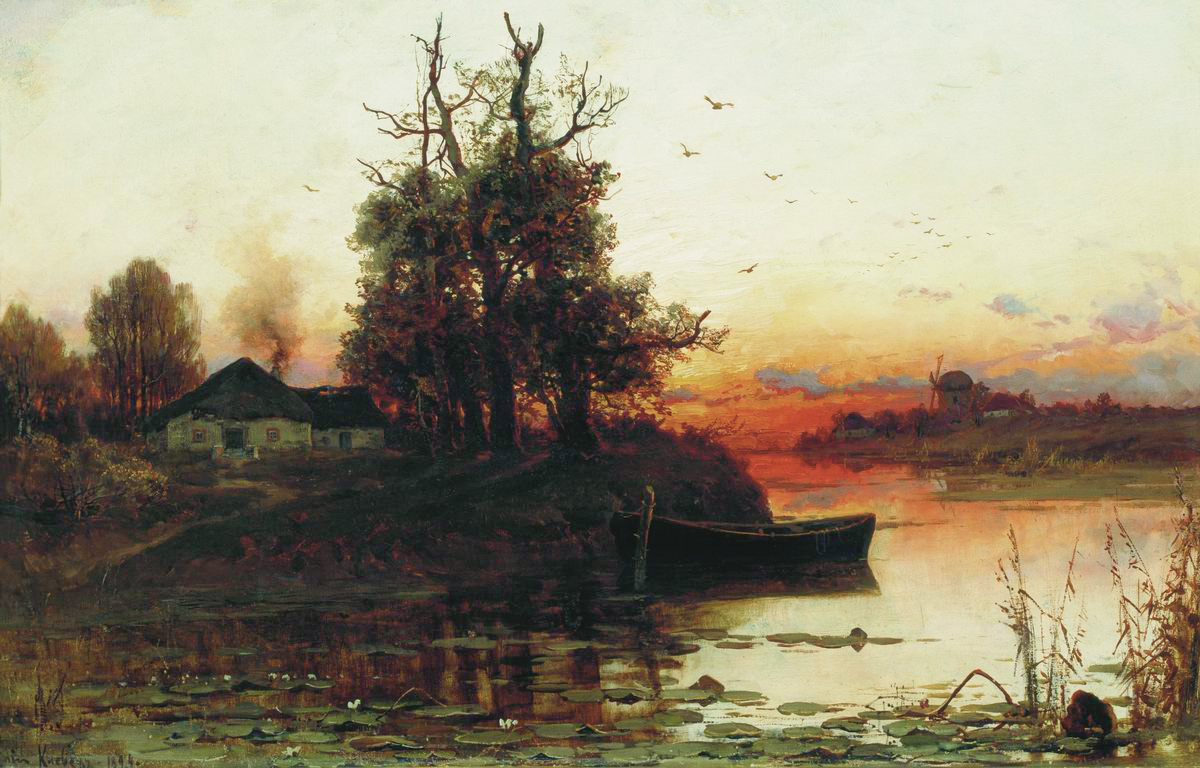
Юлий Клевер. «Вечерняя тишина». Россия, 1894 г.
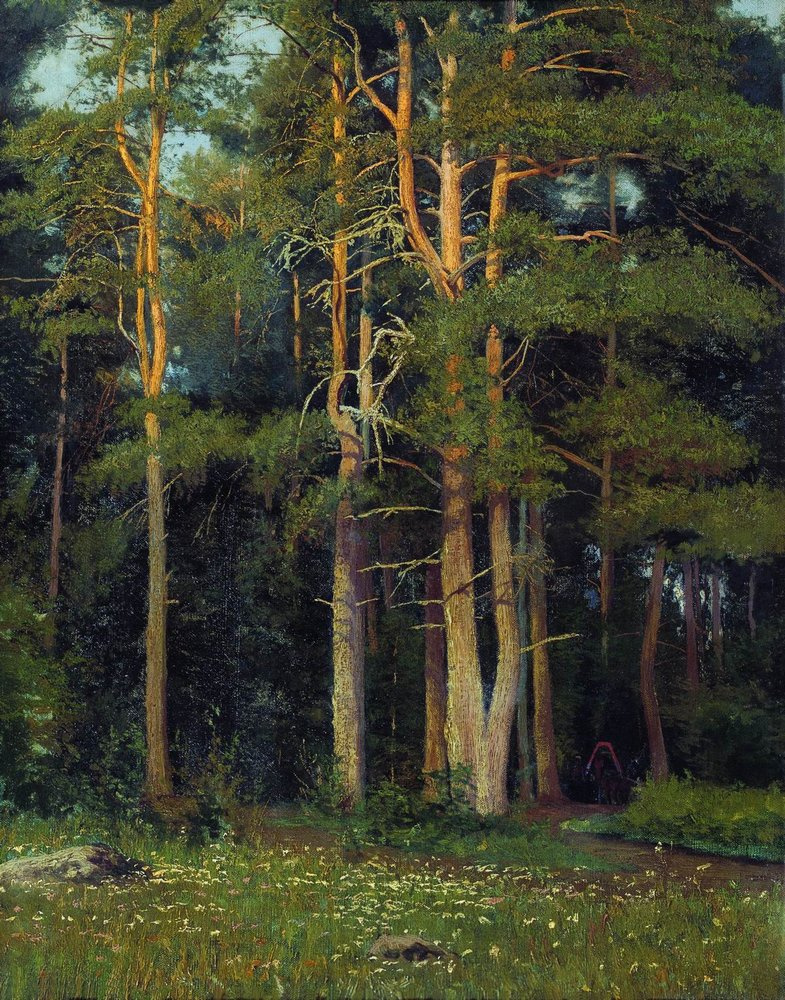
Иван Шишкин. «Сосновый лес у Лигова». Россия, 1895 г.
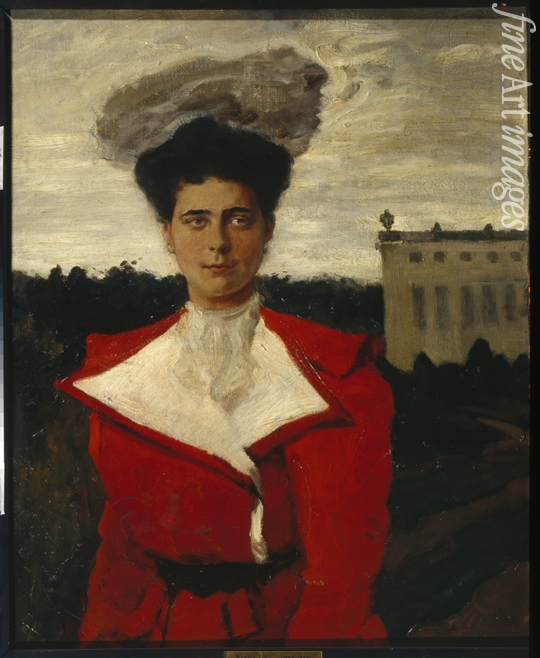
Лев Бакст. «Портрет великой княгини Елены Владимировны». Россия, 1899 г.
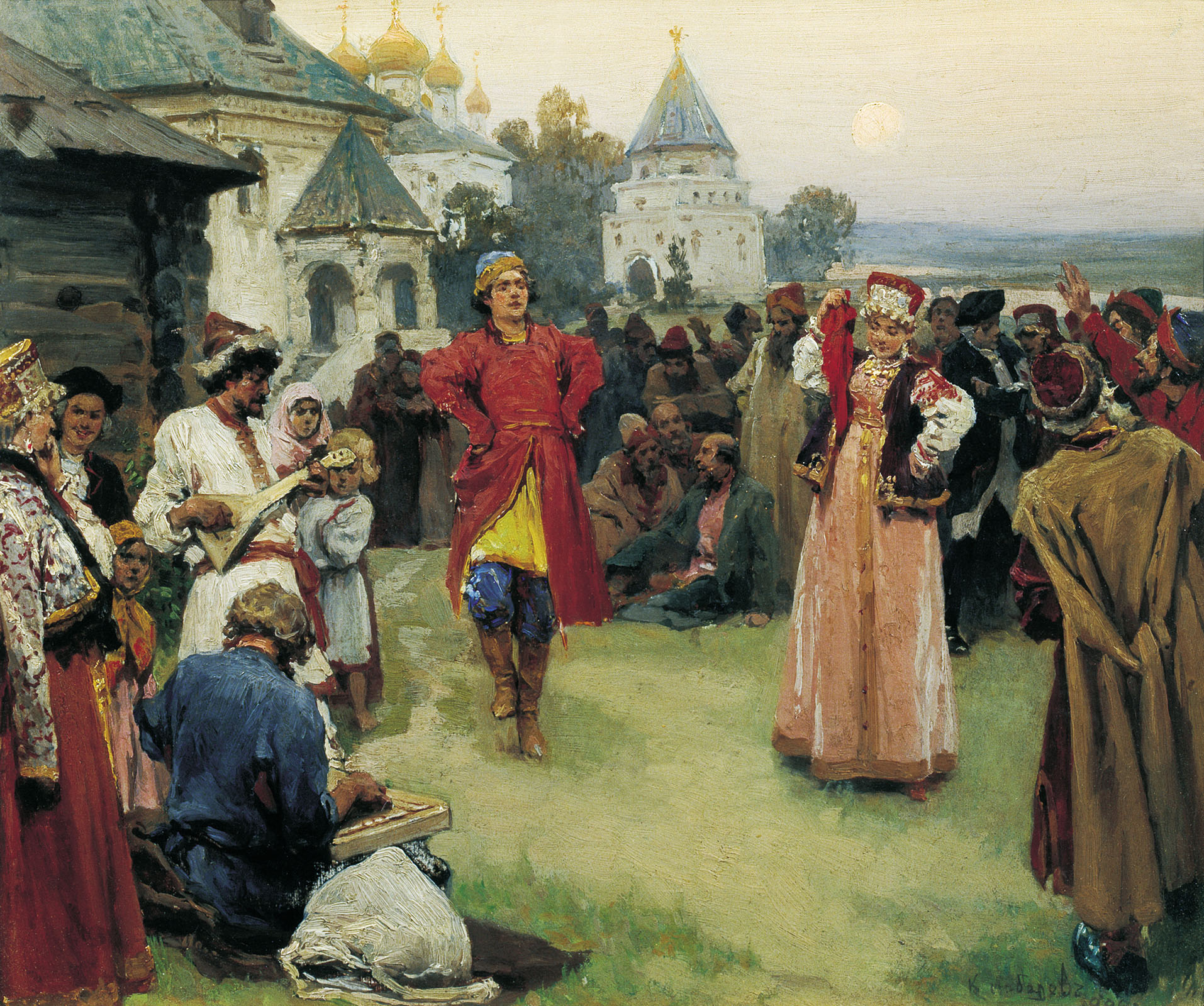
Клавдий Лебедев. «Русская пляска». Россия, 1900 г.
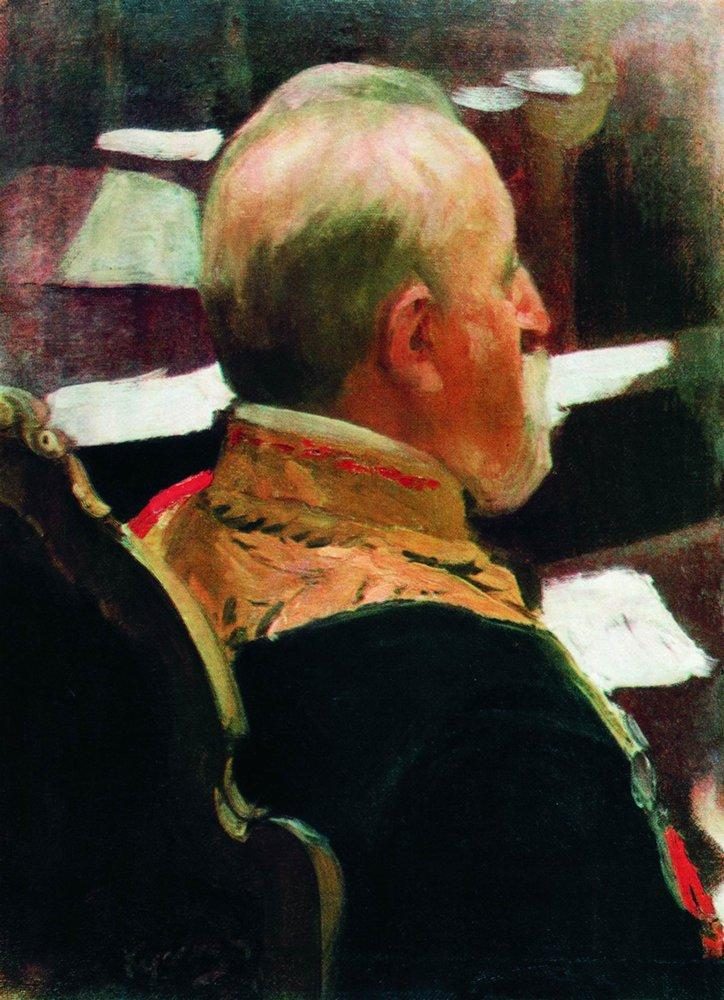
Борис Кустодиев. «Портрет М.Н. Галкина-Враского», эскиз к картине Ильи Репина «Торжественное заседание Государственного совета 7 мая 1901 года». Россия, Санкт-Петербург, 1902-1903 гг.
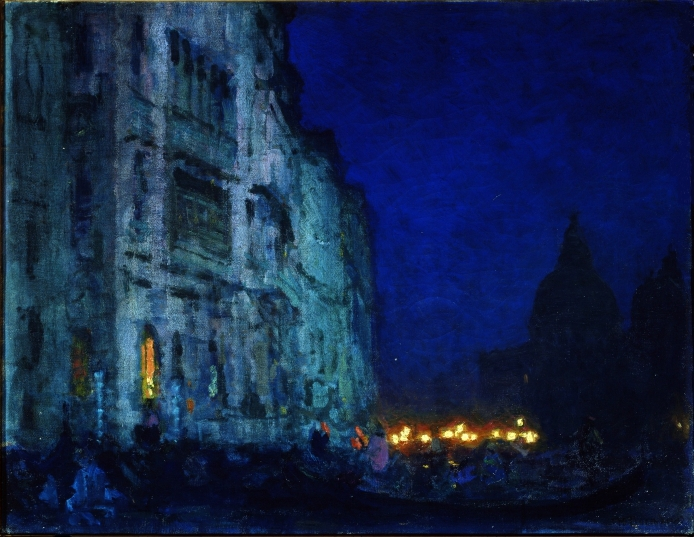
Николай Досекин. «Венецианский ноктюрн». Италия, Венеция, 1900-е гг.
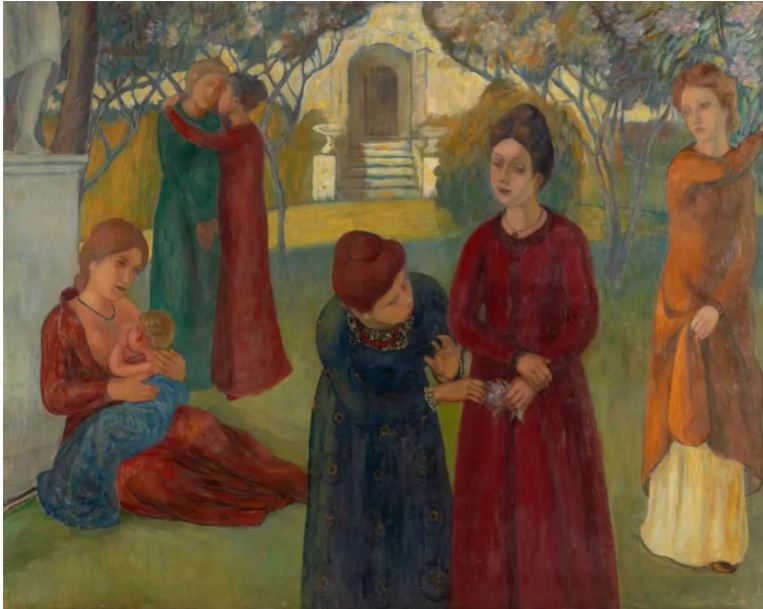
Кузьма Петров-Водкин. «Язык цветов». Россия, Санкт-Петербург, 1910 г.
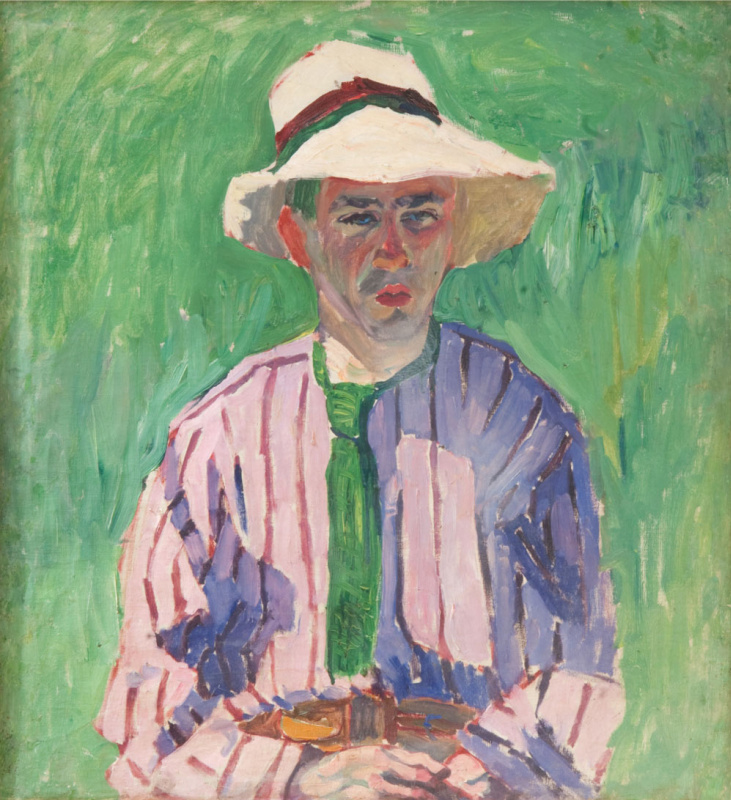
Аристарх Лентулов. «Портрет молодого человека в панаме». Россия, 1910 г.
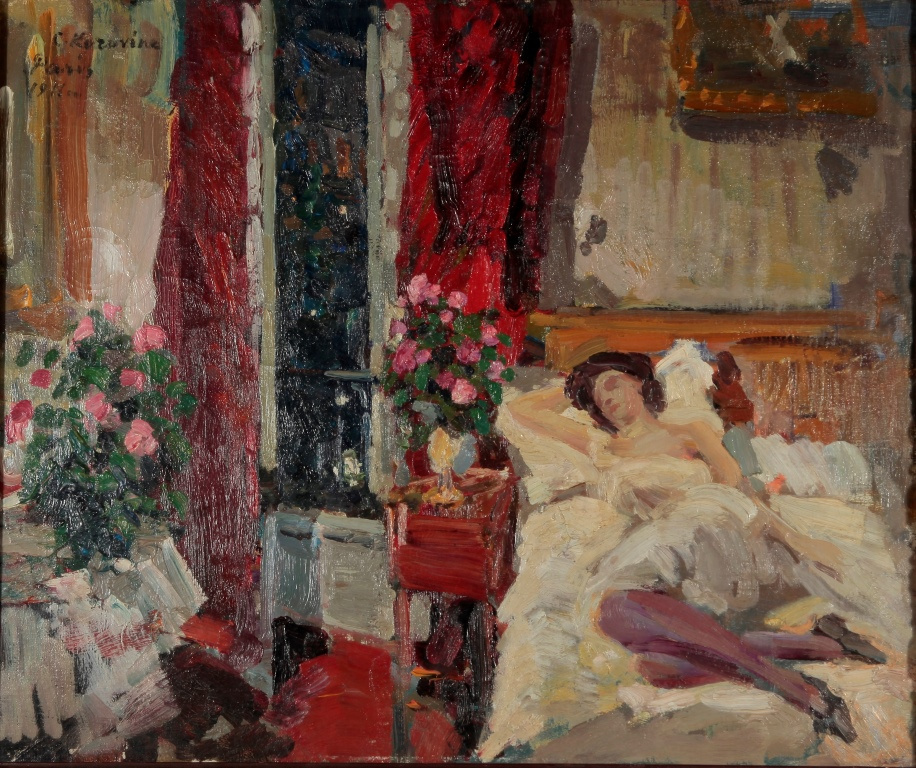
Константин Коровин. «В комнате». Франция, Париж, 1911 г.
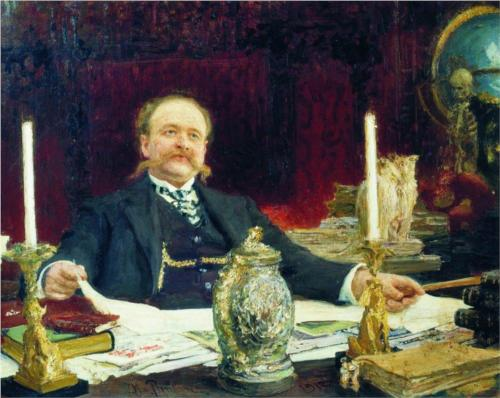
Илья Репин. «Портрет В.В. Битнера». Россия, Санкт-Петербург, 1912 г.
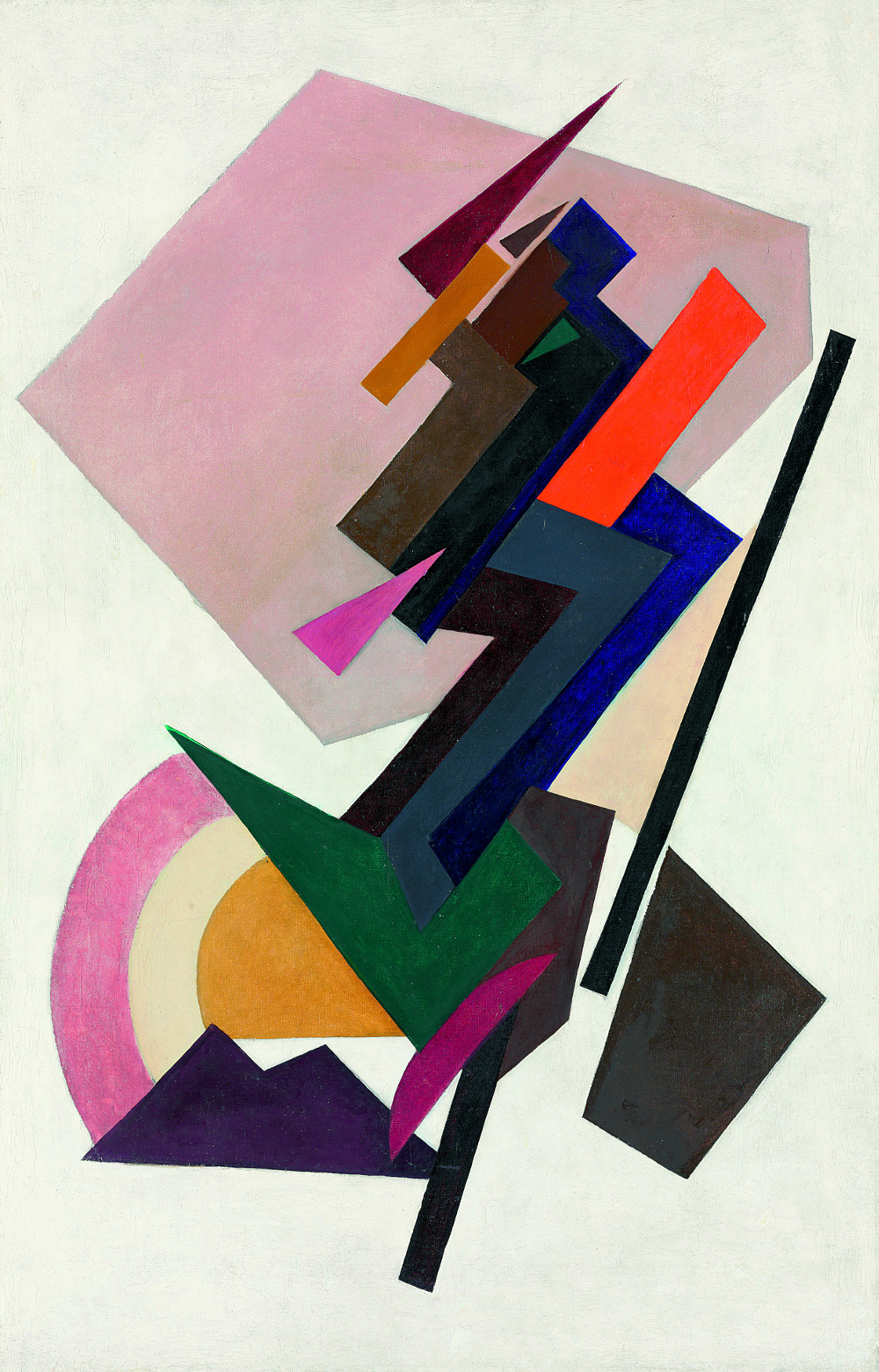
Ольга Розанова. «Беспредметная композиция». Россия, 1916 г.
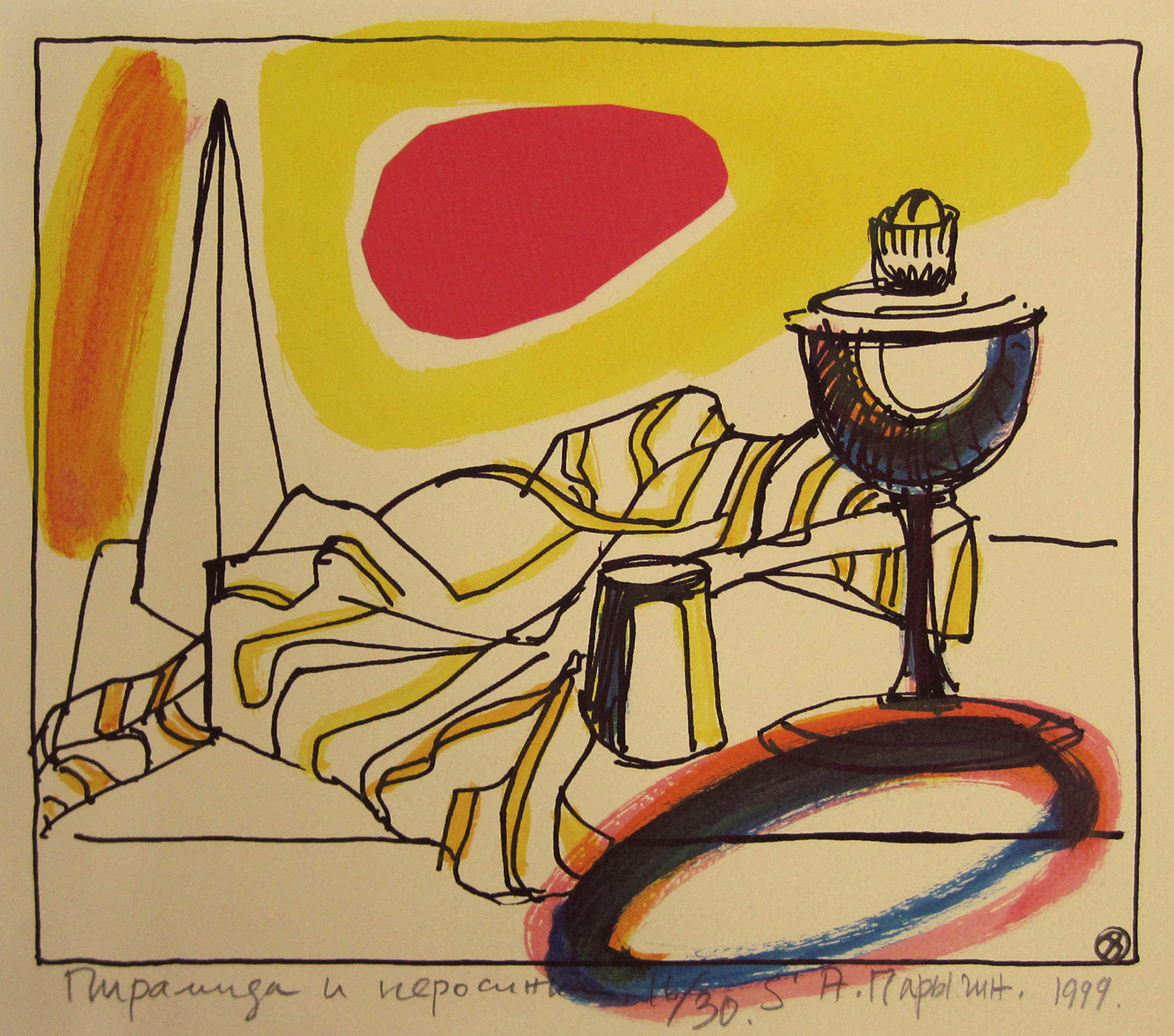
Алексей Парыгин. «Пирамида и керосинка». Россия, Санкт-Петербург, 1999 г.

#### Скульптура
Экспонируются скульптуры Анны Семёновны Голубкиной, Жана-Антуана Гудона, Сергея Тимофеевича Конёнкова, Антуана Куазево, Евгения Александровича Лансере и Гульельмо Пуджи.

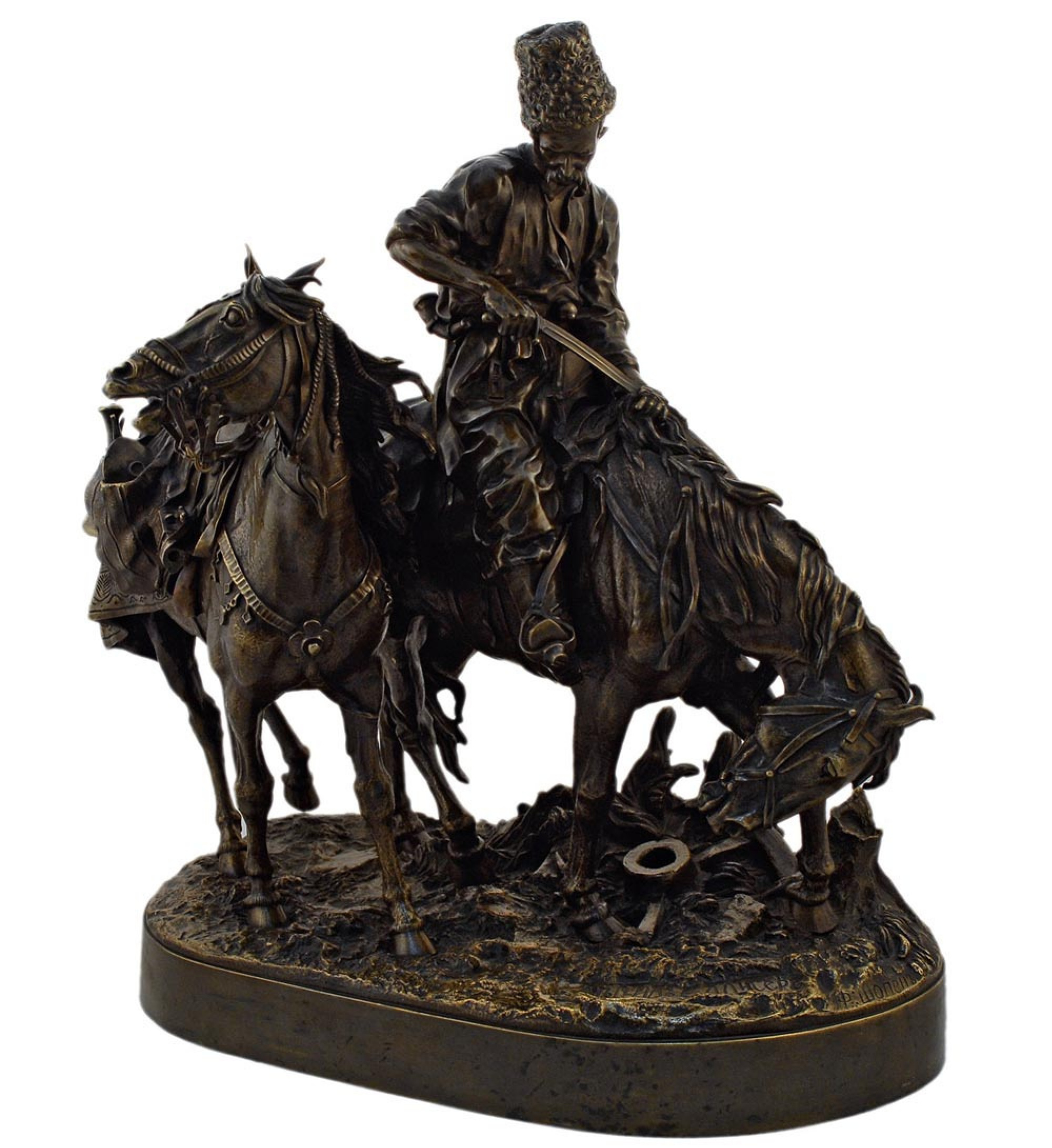
Евгений А. Лансере. «Запорожский козак после боя». Россия, 1873 г.
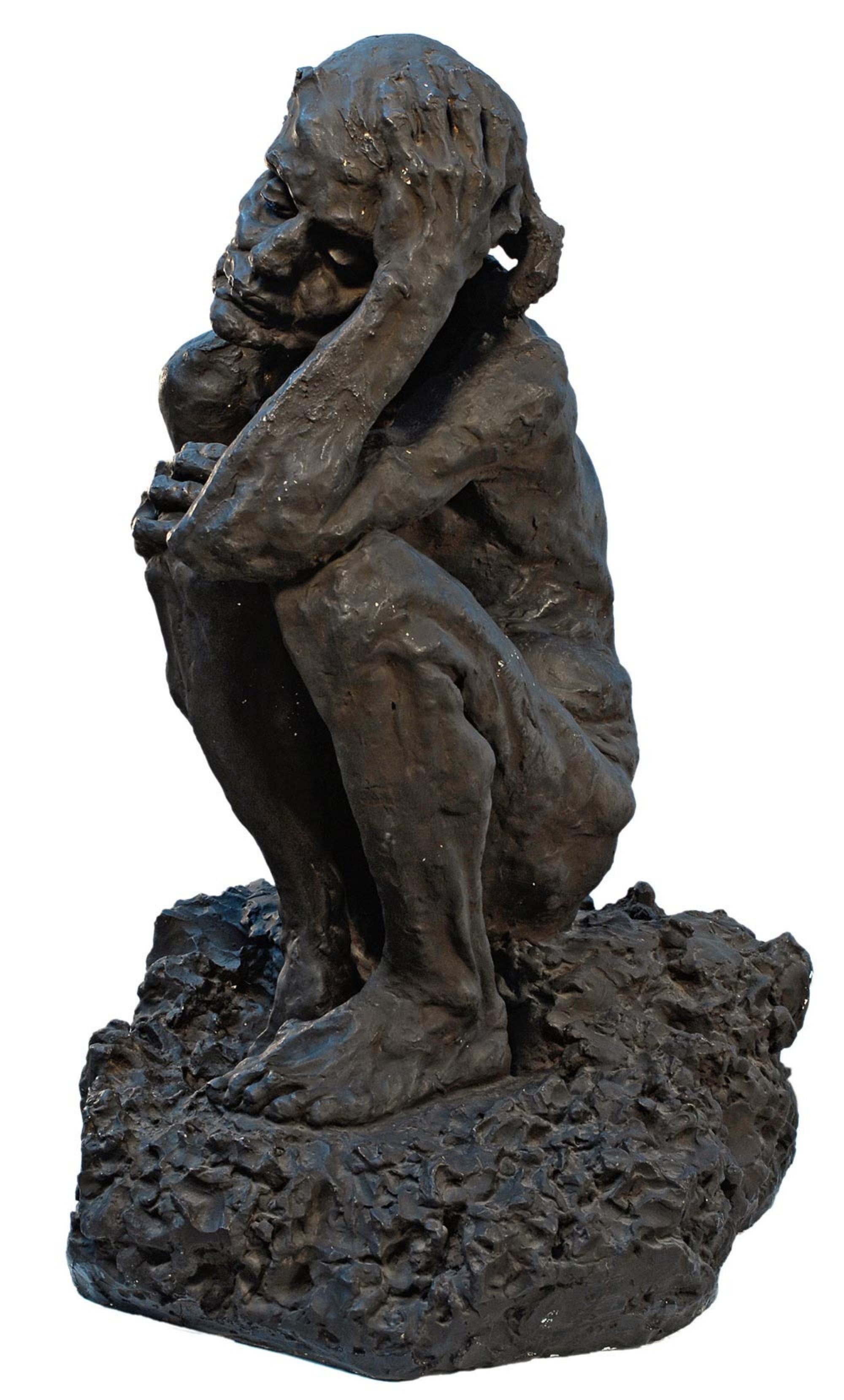
Анна Голубкина. «Старость». Франция, Париж, 1898 г.
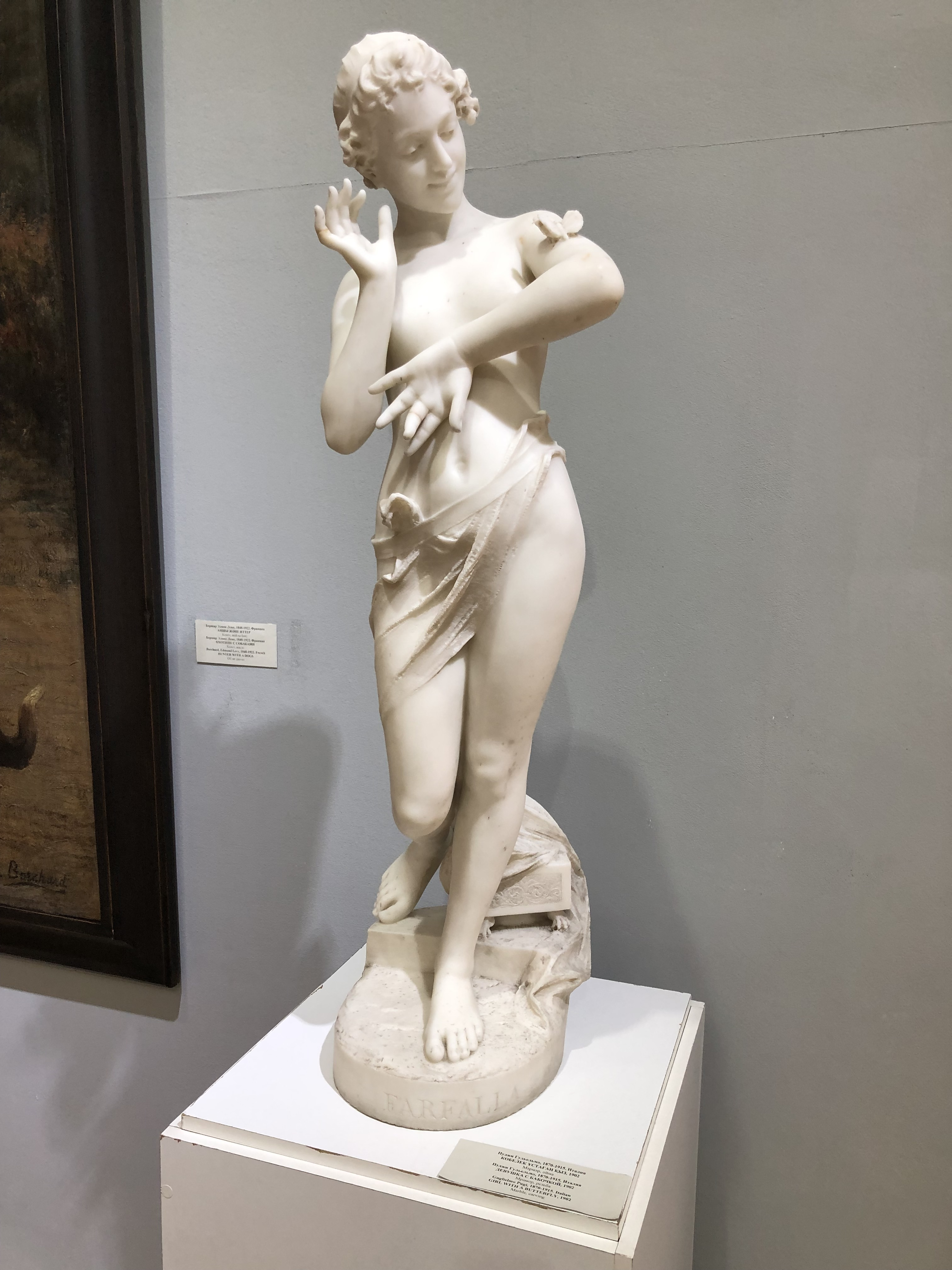
Гульельмо Пуджи. «Психея с бабочкой». Италия, Флоренция, 1902 г.
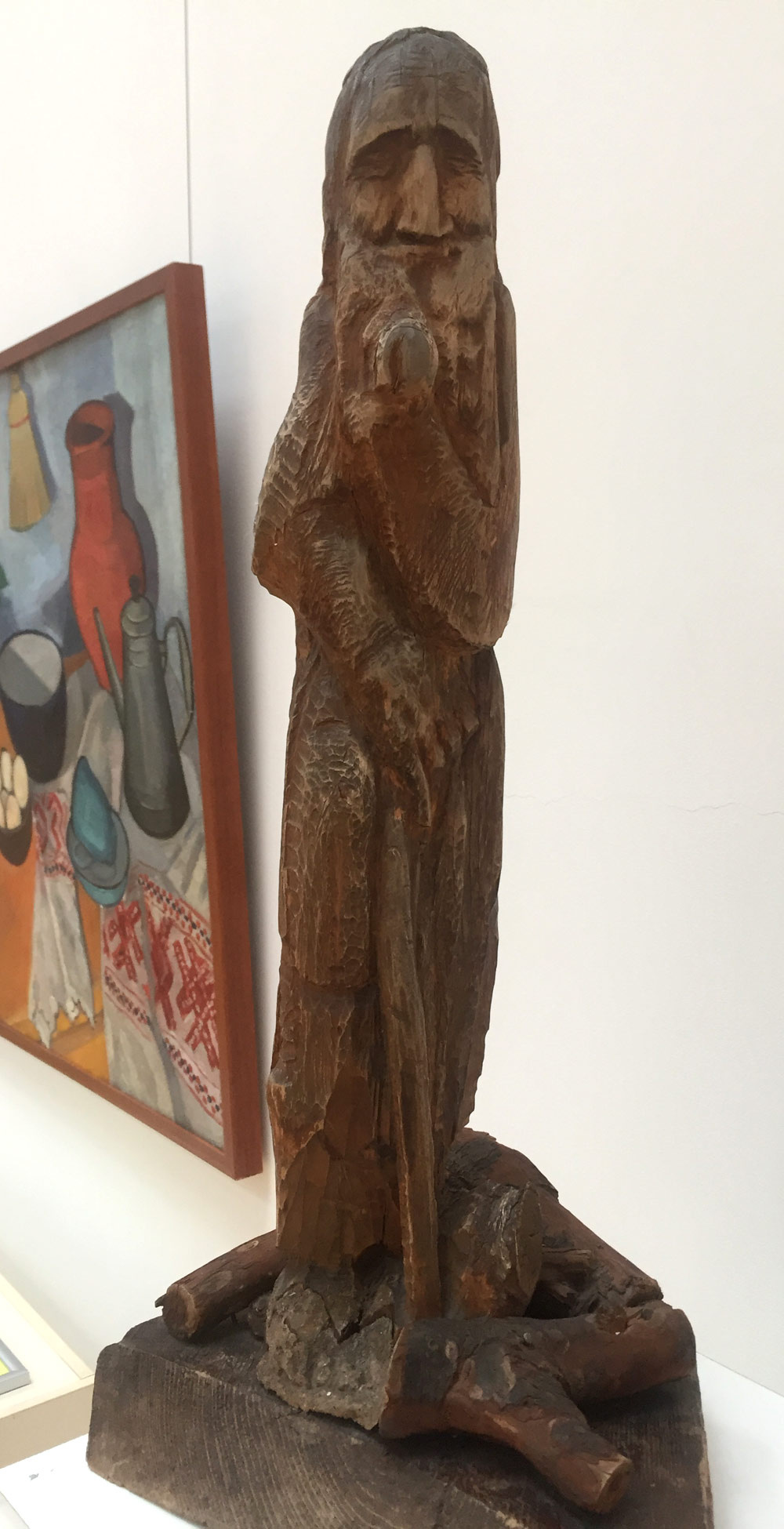
Сергей Конёнков. «Лесовик». Россия, 1917 г.

### Искусство Казахстана

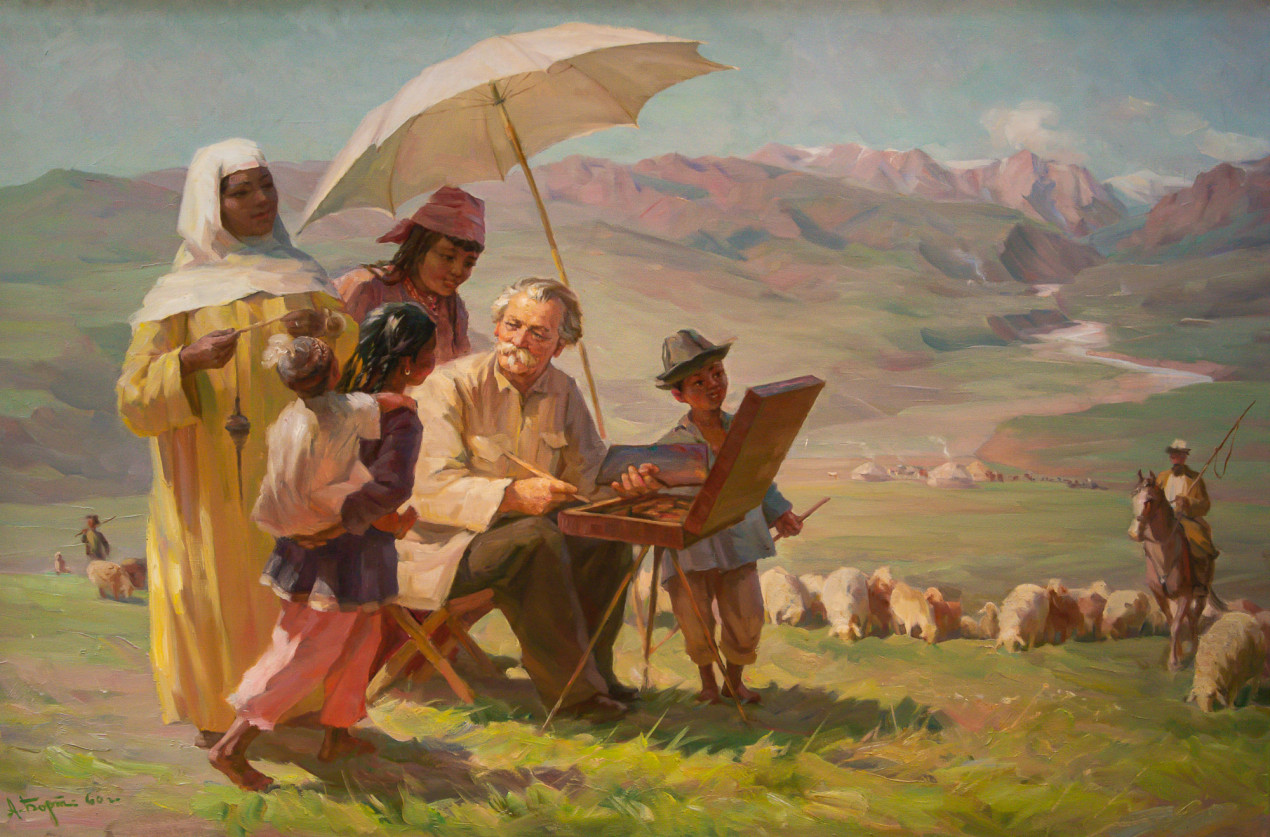
Алексей Бортников. «Николай Гаврилович Хлудов на жайлау».
СССР, КазССР, Алма-Ата, 1960 г.

Музей является крупнейшим в мире собранием живописи, скульптуры и графики казахстанских мастеров, включающим произведения основателя первой художественной школы на территории современного Казахстана — русского художника Николая Гавриловича Хлудова, его ученика — первого казахского художника Абылхана Кастеева; а также преподавателей Казахского государственного театрально-художественного училища: русского художника, начальника отдела управления по делам искусств Совнаркома Казахской ССР Леонида Павловича Леонтьева, еврейского художника, профессора Абрама Марковича Черкасского и их учеников: Айши Галимбаевой, Гульфайрус Исмаиловой, Молдахмета Кенбаева, Сабура Мамбеева, Камиля Муллашева, Хакимжана Наурузбаева, Мухамедханафии Тельжанова и других.
В музее хранится крупнейшее собрание произведений (более 1100 работ) известного русского авангардиста Сергея Ивановича Калмыкова, охватывающее как Российский, так и Алматинский период его творчества, включающее знаменитую картину «Красные кони» (1911), предположительно послужившую прототипом для шедевра Кузьмы Сергеевича Петрова-Водкина «Купание красного коня» (1912).
В экспозиции музея представлены практически все известные серии графических работ русского художника Евгения Матвеевича Сидоркина, включая иллюстрации к казахской литературе, легендам, мифам, эпосу и сказкам (всего 247 произведений).
В музее также хранится 19 деревянных скульптур еврейского скульптора Исаака Яковлевича Иткинда, сосланного в Казахстан из России в 1938 году.
Музей обладает внушительной коллекцией декоративно-прикладного искусства Казахстана. В музее хранится коллекция войлочных и ворсовых ковров, изделия из кожи и дерева.

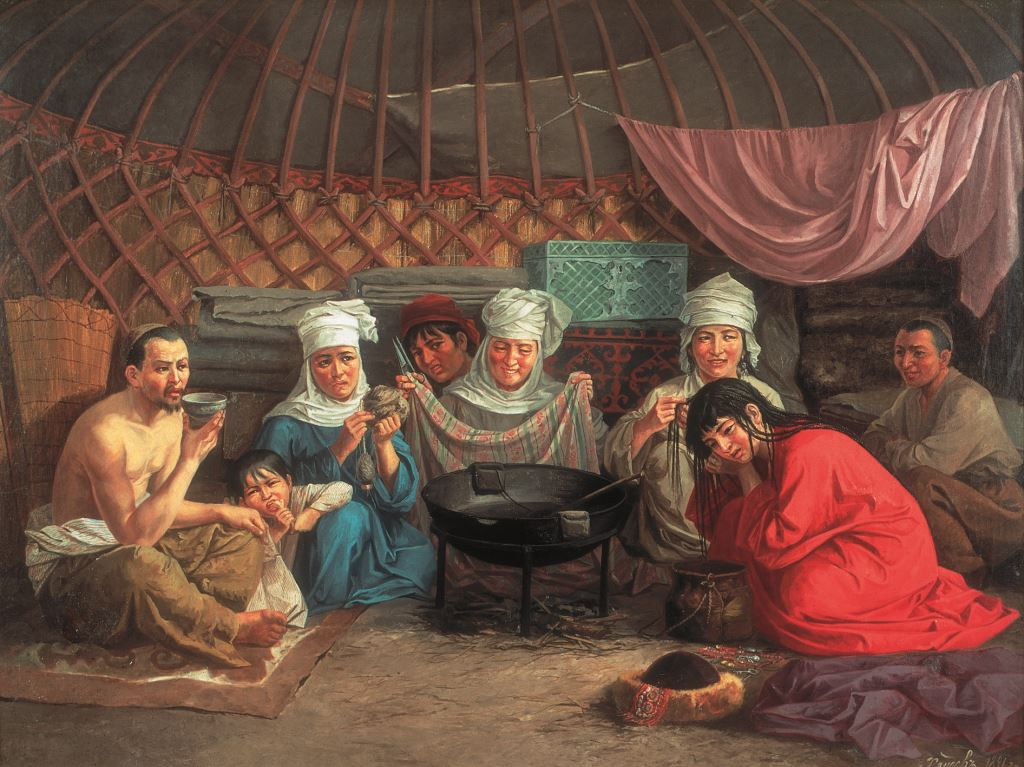
Николай Хлудов. «В юрте». Российская империя, Степное генерал-губернаторство, Семиреченская область, 1891 г.
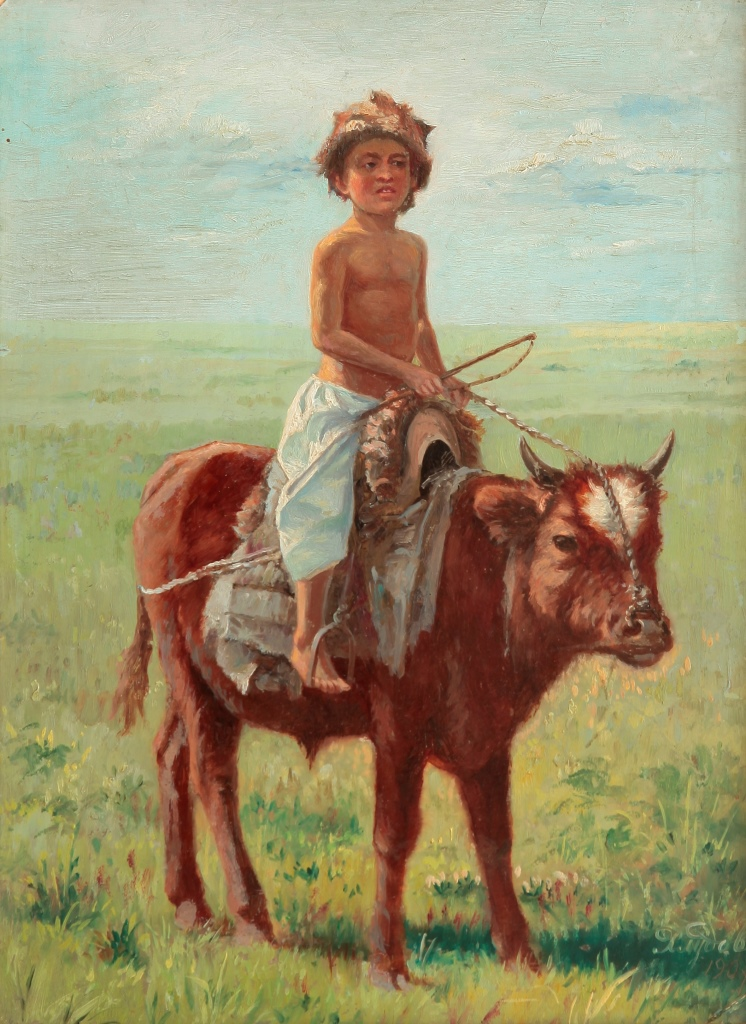
Николай Хлудов. «Мальчик на быке». Российская империя, Туркестанское генерал-губернаторство, Семиреченская область, 1907 г.
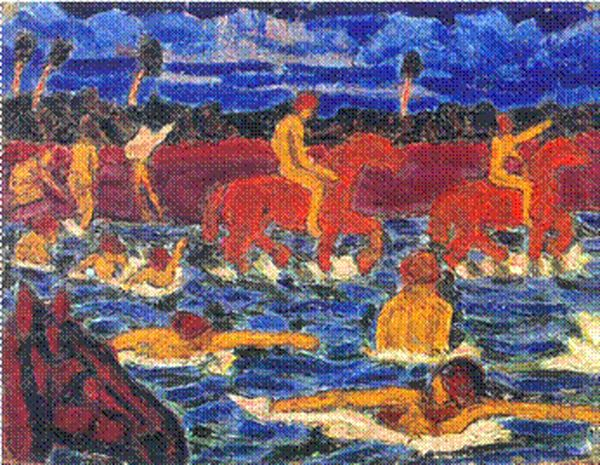
Сергей Калмыков. «Красные кони». Российская империя, Санкт-Петербург, 1911 г.
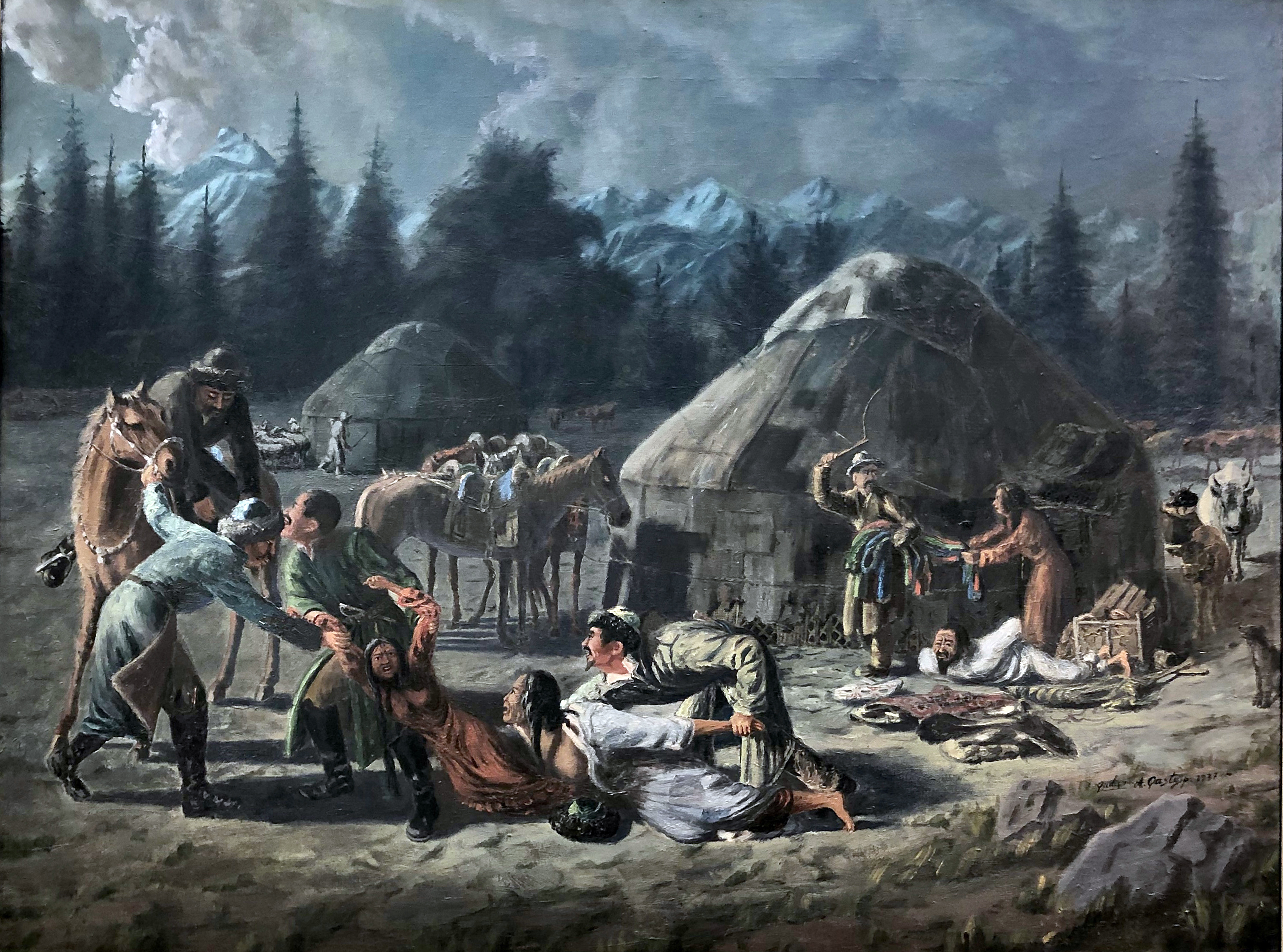
Абылхан Кастеев. «Похищение невесты». СССР, РСФСР, Москва, художественная студия имени Н. К. Крупской, 1937 г.
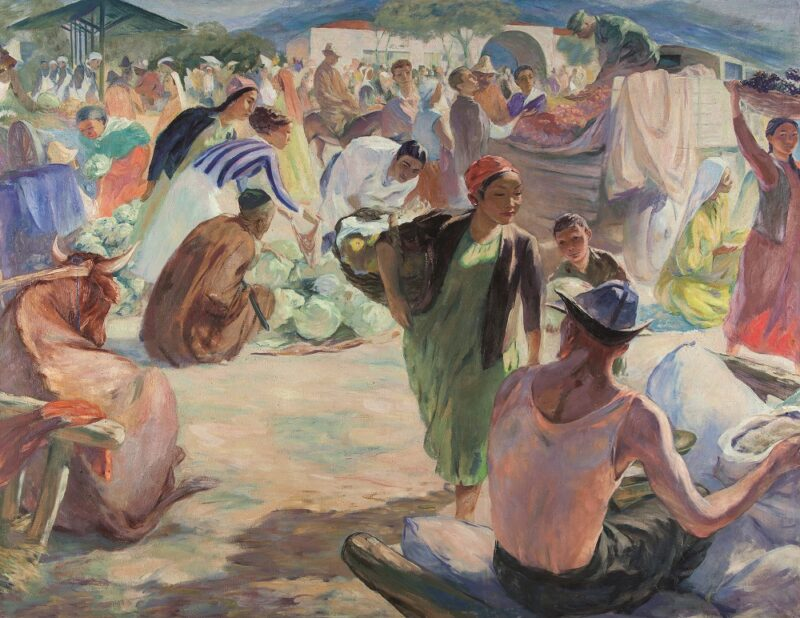
Леонид Леонтьев. «Колхозный базар». СССР, КазССР, Алма-Ата, 1940 г.
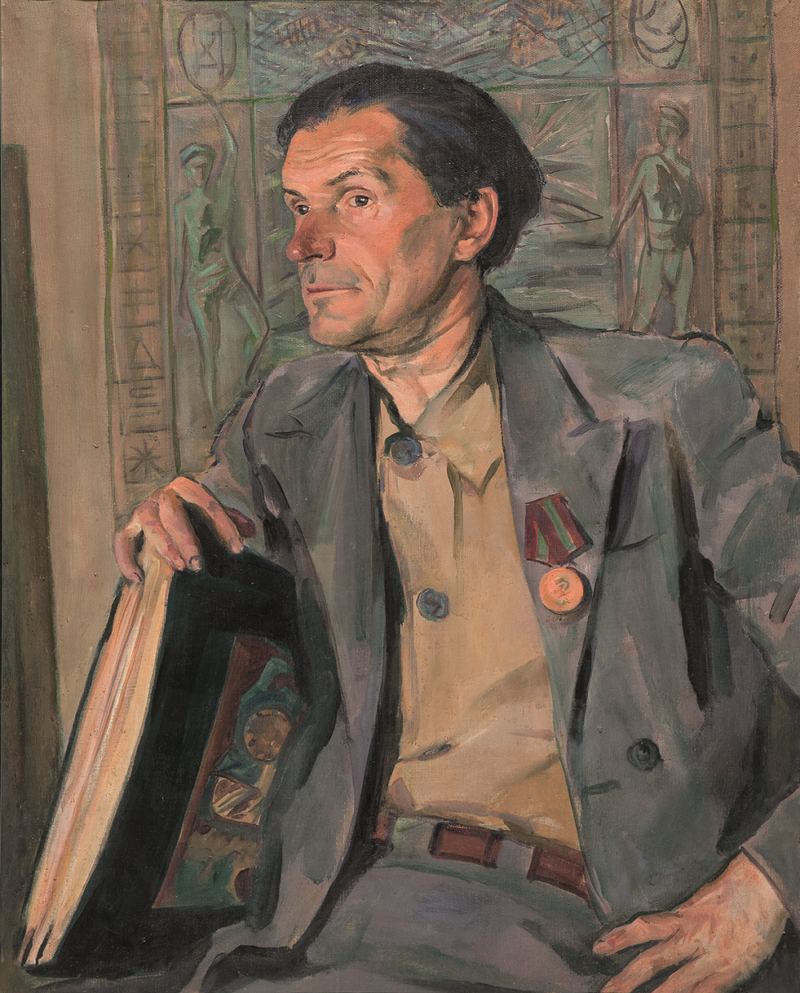
Леонид Леонтьев. «Портрет Сергея Калмыкова». СССР, КазССР, Алма-Ата, 1946 г.
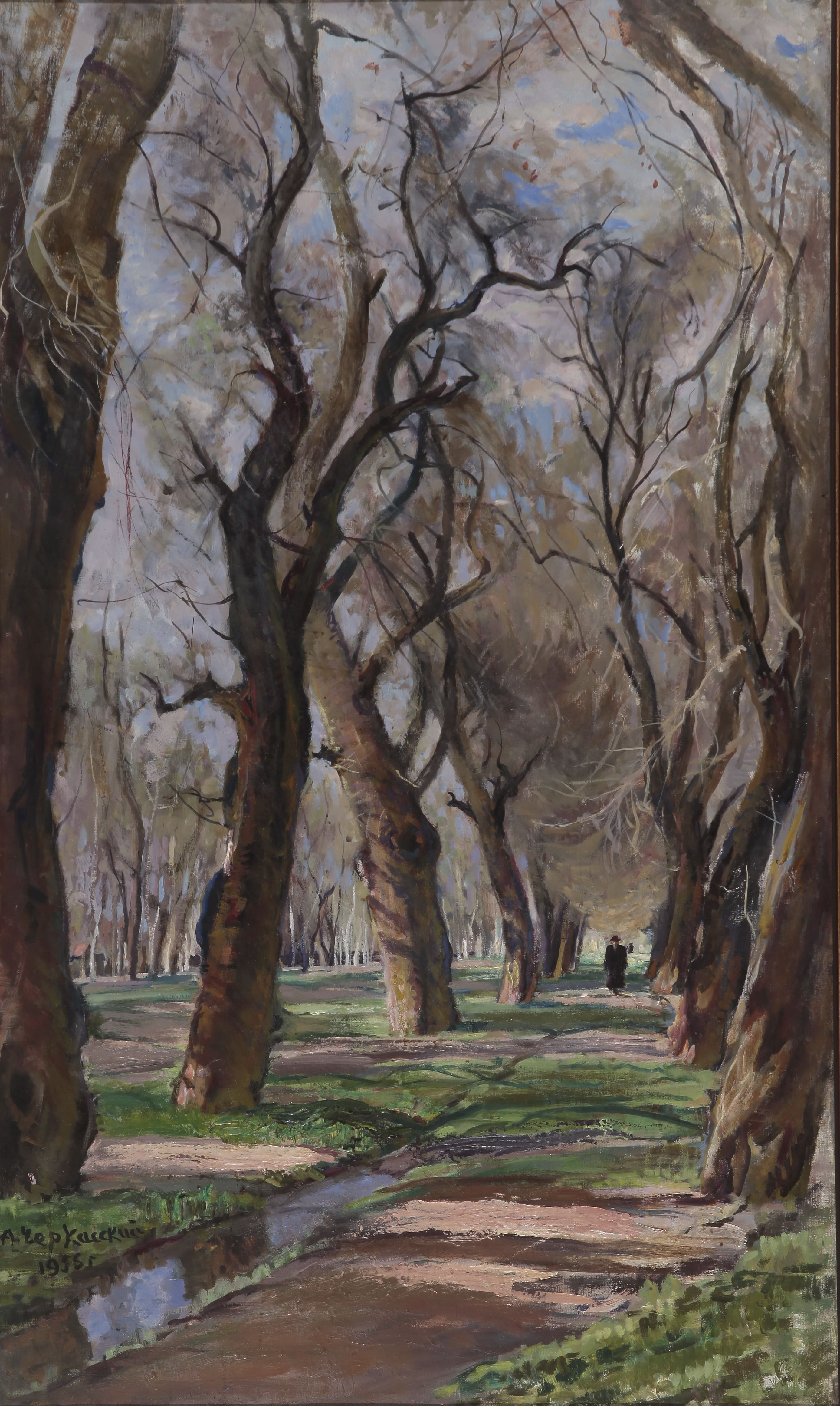
Абрам Черкасский. «Аллея карагачей». СССР, КазССР, Алма-Ата, 1955 г.
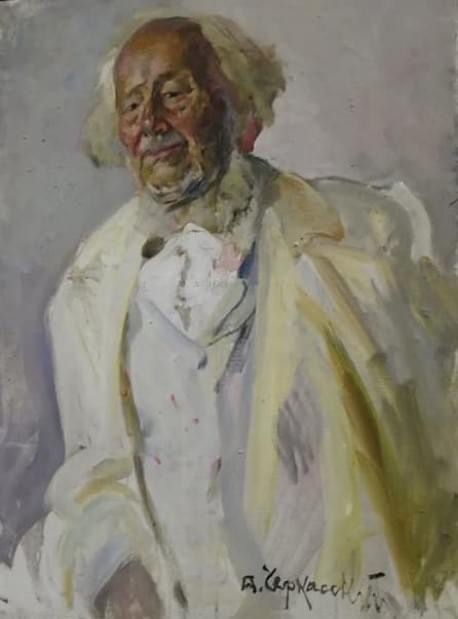
Абрам Черкасский. «Портрет Исаака Иткинда». СССР, КазССР, Алма-Ата, 1959 г.
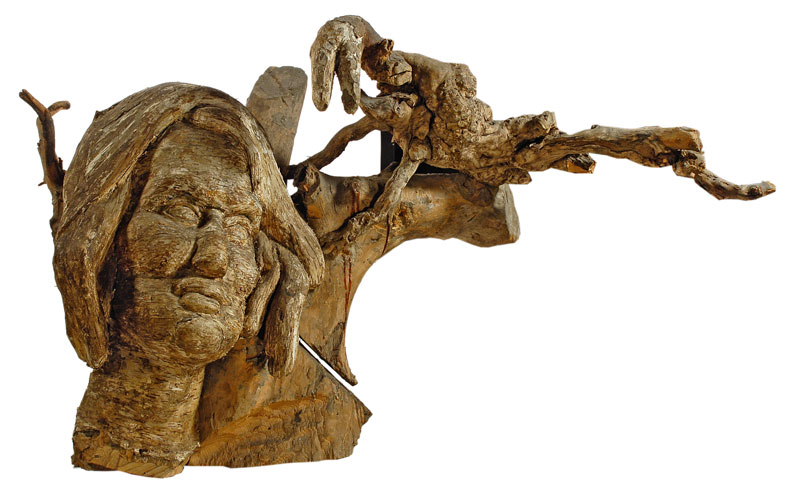
Исаак Иткинд. «Песня». СССР, КазССР, Алма-Ата, 1960 г.
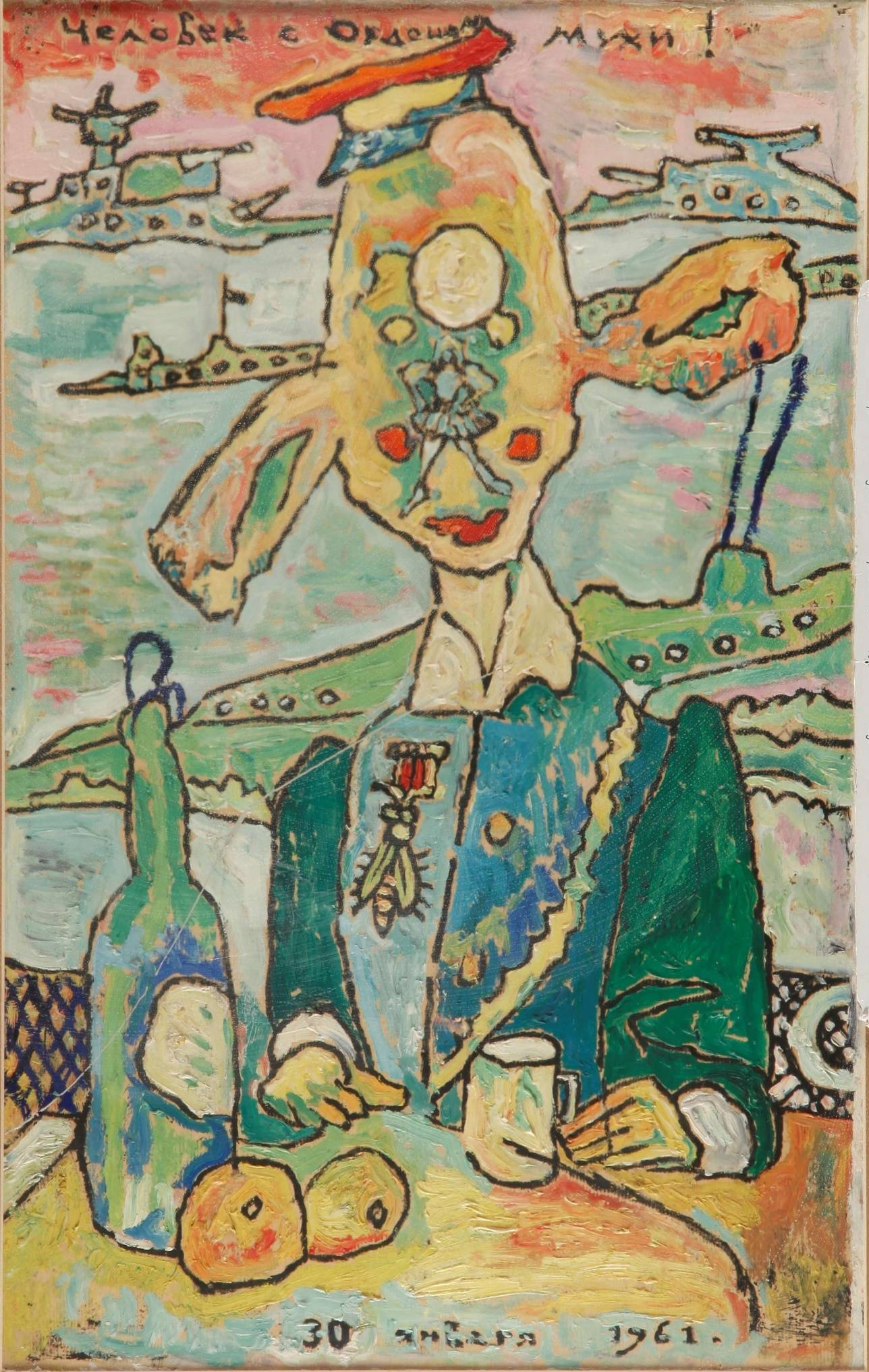
Сергей Калмыков. «Человек с Орденом Мухи!». СССР, КазССР, Алма-Ата, 30.01.1961 г.
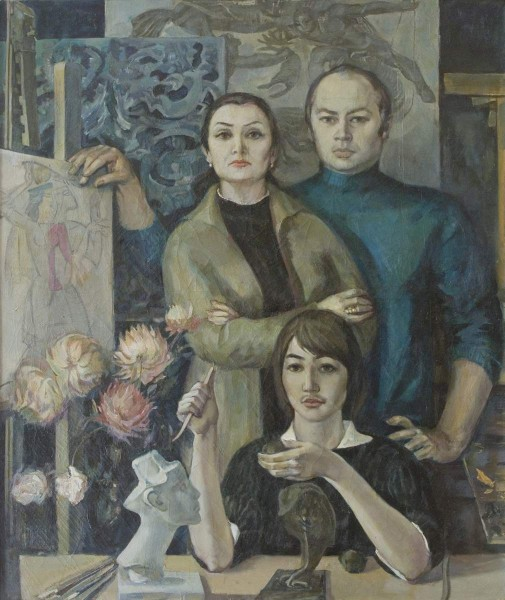
Гульфайрус Исмаилова. «Автопортрет с мужем Евгением Сидоркиным и сыном Вадимом». СССР, КазССР, Алма-Ата, 1978 г.
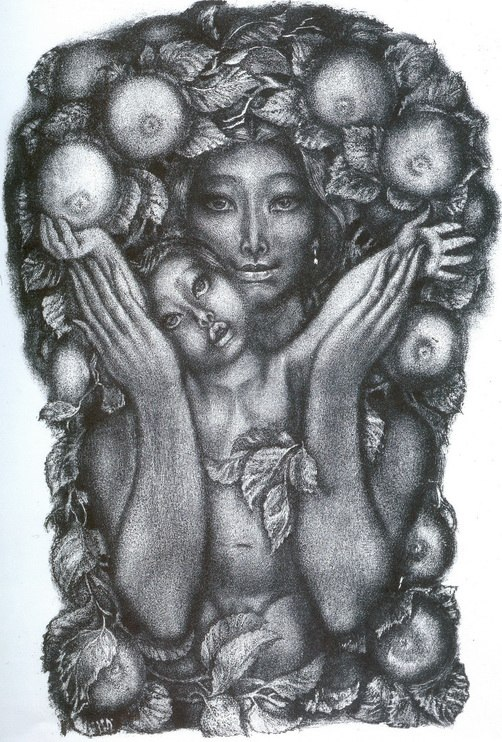
Евгений Сидоркин. «Яблоки Алма-Аты». СССР, КазССР, Алма-Ата, 1980 г.

## Деятельность
Основными задачами музея являются сбор, хранение, учет и экспонирование произведений казахстанского и мирового искусства.
Из 14 залов музея в 11 развёрнуты постоянные экспозиции: современная скульптура Казахстана, мемориальный зал А. Кастеева, казахское народное прикладное искусство, изобразительное искусство Казахстана, русское искусство, западно-европейское искусство, искусство советского периода, искусство Востока. Три зала представлены для временных выставок.
Важным аспектом работы музея являются прикладные и фундаментальные научные исследования о теории искусствознания, музееведения и методов сохранения и консервации художественных произведений. В музее 9 научных отделов: фонд, реставрации, изобразительного искусства Казахстана, прикладного искусства Казахстана, русского и зарубежного искусства, искусства советского периода, выставок и экспозиций, экскурсионно-массовой работы, отдел инновационных технологии и издательской работы. В разные годы и музее работали Плахотная Л. Г., Вандровская Е. Б., Вул Н. М., Тельжанов К. Т., Кумарова С. Б., Копбосинова Р. Т., Марченко Л. Ф., Усачева Л. П., Хрей Г. Н., Баймухаммедова М. Р., Барманкулова Б. К., Бучинская B.C., Ли К. В., Уразбекова Л. С., Тохтабаева Ш., стоявшие у истоков организации музейной деятельности и становления искусствоведения Казахстана. В музее проводятся международные научные конференции, на которых обсуждаются различные теоретические и практические вопросы искусствознания: «Культура кочевников на рубеже веков: проблемы генезиса и трансформации», «Казахстан 2030. Культура в стратегии устойчивого развития», «Эволюционная роль культуры в формировании мышления 21 в.», «Музей и художественная жизнь Казахстана на современном этапе», «Искусство Казахстана на пороге 3 тысячелетия», «Искусство Независимого Казахстана», «Наследие века», «Художественный музей и его роль в контексте современной культуры», «Художник и эпоха. А. Кастеев и изобразительное искусство Центральной Азии XIX−XX вв.».